# Церковь Иоанна Предтечи в Толчкове
Це́рковь Иоа́нна Предте́чи в Толчко́ве — недействующий православный храм в Ярославле, уникальный памятник русской архитектуры XVII века и одно из самых знаменитых произведений Ярославской школы зодчества периода её наивысшего расцвета. Единственный в России пятнадцатиглавый храм. Расположен в южной части города, в посёлке Толчково на берегу Которосли.

## История
Согласно преданию, на месте храма когда-то стоял Вознесенский женский монастырь, разорённый в 1609 году отрядом польских интервентов. Приходская церковь впервые упомянута в грамоте 1644 года ростовского митрополита Варлаама попу Конону на возведение нового храма «во имя святого славного пророка и Предтечи и Крестителя Господня Иоанна».
В 1658 году жители слободы получили от царя Алексея Михайловича разрешение «строить им церковь тёплую каменную с трапезою», но строительство было отложено, так как все мастера были заняты восстановлением города после случившегося в том году большого пожара. В начале весны следующего года «Толчковской слободы церковь святого Иоанна Предтечи древяная в день святой Пасхи, по отпетии Божественной литургии, волею Божией или небрежением служителей церковных возгореся внутрь пламенем велиим, от коего погоре вся даже до основания, с нею же и трапеза древяная ж погоре… И тако лишишася жители пристанища своего молитвенного». Поставив временную деревянную церковь, толчковцы приступили к строительству каменного храма, и к 1665 была возведена тёплая одноглавая церковь, освящённая в честь Вознесения Господня, с приделом Казанской иконы Богоматери. Почитавшийся у прихожан образ был написан и на наружной стене храма: «лик Богоматери поражает полнотою святой благости; каждый, приближаясь к храму, ещё издали может видеть владычицу, уже взирающую на него „благоутробным оком“. Образ этот издревле чтится как чудотворный».

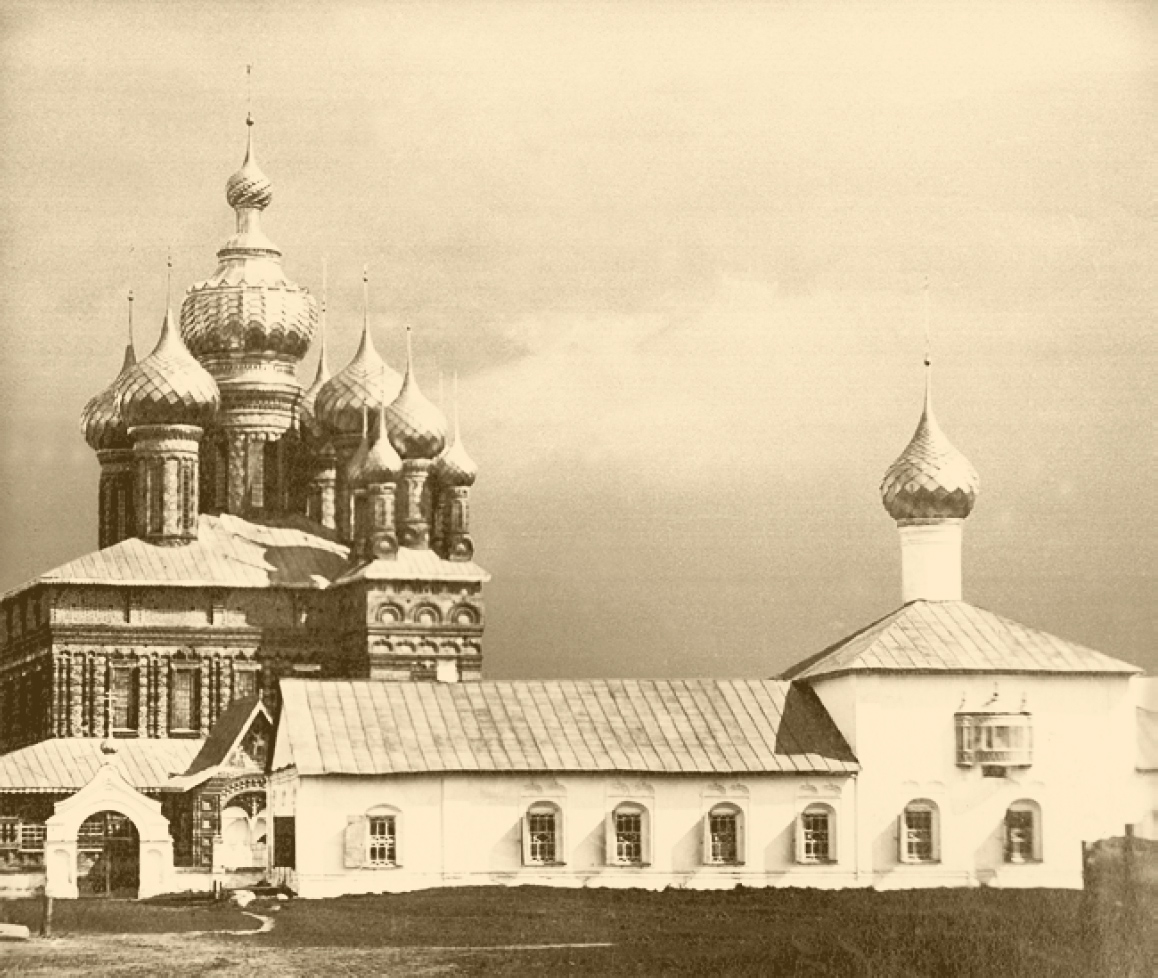
Вознесенская церковь

Небольшая церковь не могла удовлетворить потребности жителей богатой Толчковской слободы, тем более что в других частях города в те годы развернулось строительство просторных и величественных каменных храмов. Толчковцы задумали создать храм, какого «прежде никогда не было», превзойти все остальные приходские храмы Ярославля как по размерам, так и по красоте внутреннего оформления и внешнего декора, для чего впервые в ярославском храмовом зодчестве решили использовать фигурный формованный кирпич.
В августе 1671 года было получено разрешение митрополита Ионы Сысоевича, и толчковцы приступили к делу. Для изготовления кирпича поставили два завода — в Толчкове и в Коровницкой слободе. Средства на строительство собирали всем приходом во главе с попом Абросимом и диаконом Родионом — «это были люди с искрой Божией, не только сами преданные великой идее — создать достойный храм патрону слободы, но умевшие и других подвигнуть на Божие дело. Сохранившаяся книга по приему пожертвований в своих сухих данных и числах открывает нам немного этот поразительный подъём религиозно-художественного порыва. Кто жертвует для будущего храма дворовое место, кто слиток серебра, кто „огородную землю с хоромы“, кто „пол-лавки с погребом“; одна женщина записала кружев на 32 руб., другая принесла целые нитки жемчугу. Нечего и говорить про дары ценными иконами и сосудами; даже знаменитые царские врата в приделе Казанских Чудотворцев, если верить преданию, присланы жертвователем». Всего было собрано около 3000 рублей.
Возведение столь необычного храма заняло шестнадцать лет. В 1687 году перенесли иконы и церковную утварь из старой деревянной церкви, и новый храм был освящён во имя Святого Иоанна Предтечи.

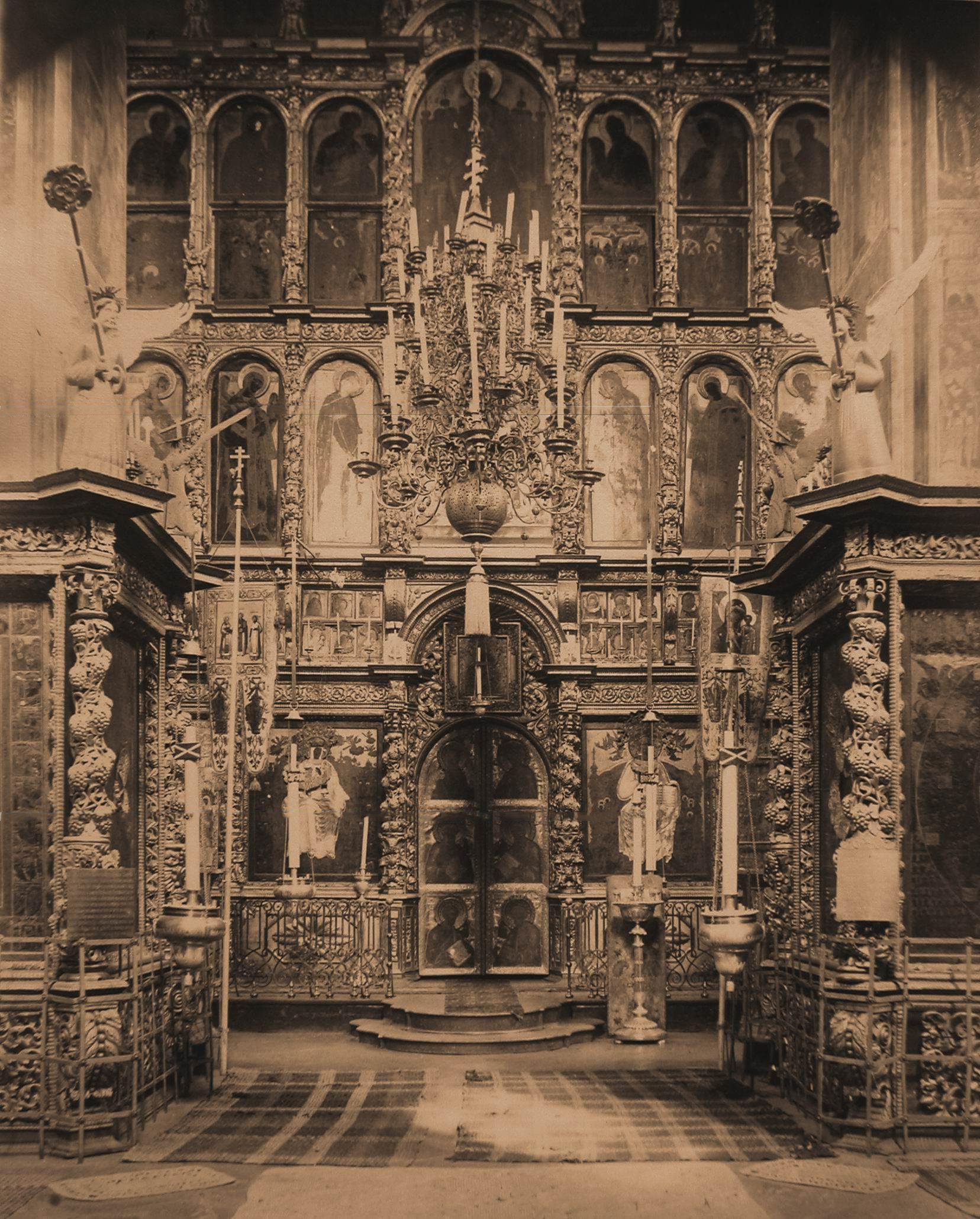
Иконостас храма Иоанна Предтечи в XIX веке

С 5 июня 1694 по 6 июля 1695 года велись грандиозные работы по росписи главного храма. Художники работали над стенописями только в летнее время — то есть немногим более четырёх месяцев в году. Имена шестнадцати ярославских мастеров, расписавших храм, сохранились в клейме на южной стене: Дмитрий Григорьев, Фёдор Игнатьев, Иоанн Ануфриев, Василий Никитин, Василий Игнатьев, Кондрат Игнатьев, Иоанн Матвеев, Симеон Алексеев, Дмитрий Иоаннов, Симеон Иоаннов, Иоанн Симеонов, Федор Уваров, Матвей Сергеев, Александр Григорьев, Иаков Михайлов, Иаков Григорьев Ворона. Эти же художники расписали позже приделы и галереи. Высокий шестиярусный иконостас сооружался несколько лет и был закончен в 1701 году, его создателем, предположительно, был Степан Григорьев Ворона «со товарищи».
Поразительное единство архитектуры и внутреннего убранства, которое достигнуто в Предтечевском храме, свидетельствует о единой художественной воле, а значит, и о наличии человека, способного сплотить вокруг важного дела и прихожан, и мастеров самых разных специальностей. Таким человеком был, вероятно, диакон Родион, «самый ревностный собиратель пожертвований на это дело»: более сорока лет — с 1660-х до 1710 года — при трёх священниках бессменно служил он при церкви, руководил постройкой обоих храмов прихода, заключал контракты, распоряжался подрядами, вёл хозяйственные книги. Диакон Родион прожил долгую и праведную жизнь и умер в 1710 году в возрасте 83 лет, завершив огромный труд по возведению и обустройству церкви Иоанна Предтечи.
Важная особенность Предтеченского храма в том, что в его возведении и украшении не участвовали мастера из других городов. Он был построен, расписан и оснащён иконами и утварью, за редким исключением, ярославскими камнездателями и изразечниками, кузнецами и резчиками, изографами и серебряниками. Запоминающиеся формы и необычайная декоративность храма стали отражением идеалов, вкусов и жизненных пристрастий жителей Ярославля XVII века.

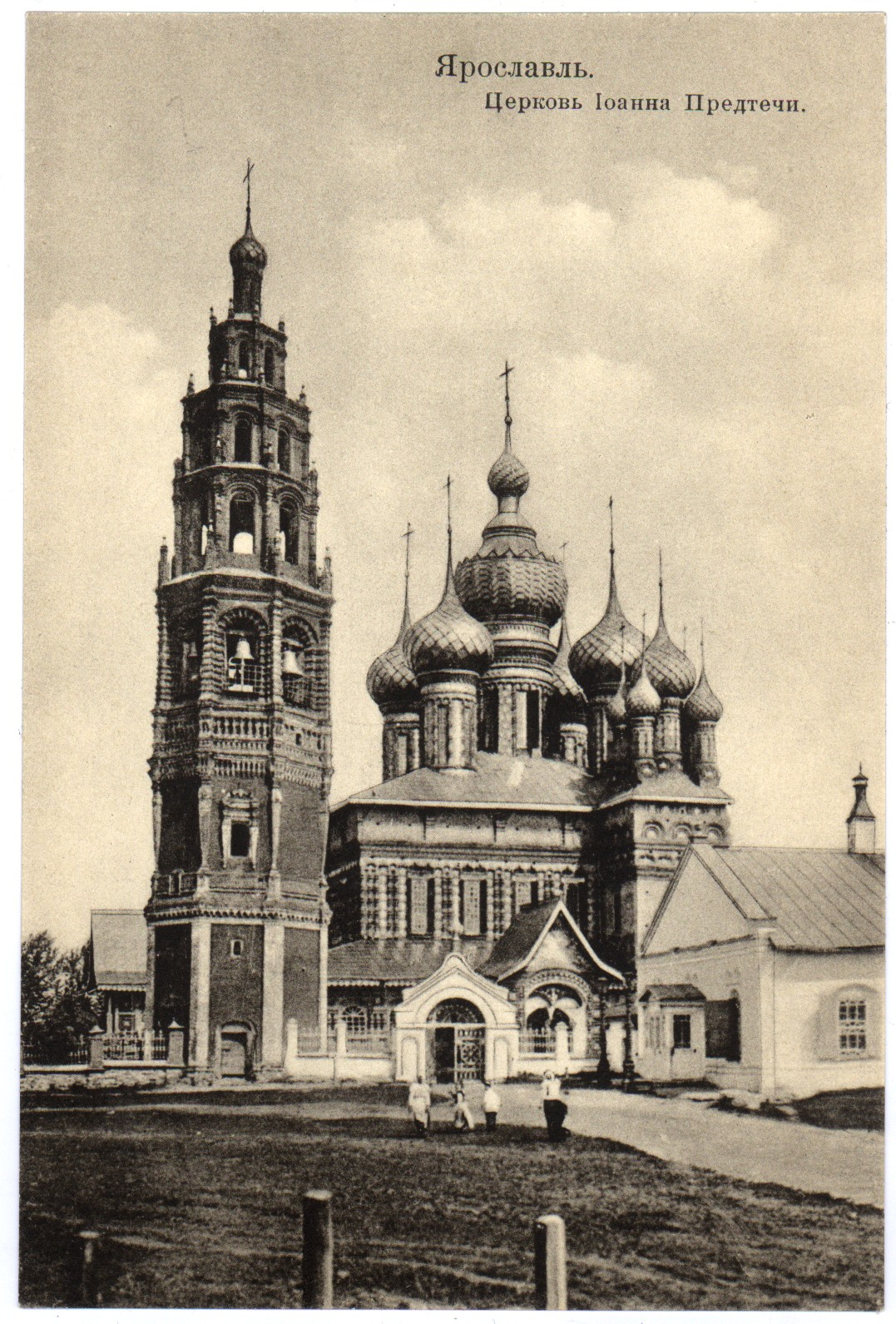
Вид с юга, начало XX века

На рубеже XVII—XVIII веков рядом с храмом построили шестиярусную колокольню в стиле московского барокко. Колокольня, как и церковь, стала самой высокой в Ярославле — её высота 45 м, соразмерно высоте средней главы храма. В середине XVIII века по заказу прихожан на колокололитейном заводе Дмитрия Затрапезнова для Предтеченской колокольни были отлиты 9 новых колоколов. Самый большой был весом 443 пуда, остальные — 200, 97, 52, 27, 26, 10, 9 и 3 пуда. В том же столетии на колокольне установили часы — весомую демонстрацию зажиточности прихода.
Вокруг всей церкви в конце XVII века была построена каменная ограда длиной более 400 м с тремя Святыми вратами, увенчанными ротондами с главками. Фронтоны врат украсили фресками: с западной стороны — Христос с предстоящими Богоматерью и Иоанном Предтечей, а также Сергием Радонежским и Ярославскими чудотворцами, с восточной — Богоматерь Знамение со святителями Московскими и Ростовскими. Для предотвращения подмытия ограды берег Которосли был укреплён завалом из дикого камня.
В конце XVIII века были заменены главы храма: боковые поставили, как и прежде, луковичные, а среднюю сделали в барочном вкусе, более крупной и вытянутой, что гармонировало со стилем колокольни и сделало силуэт храма более устремлённым ввысь. В 1859 году все главы и кресты летнего и зимнего храмов были вызолочены на средства ярославского купца Фёдора Ивановича Крашенинникова, работы обошлись ему в 10 000 рублей серебром. В 1876 году перестроили обветшавшую церковную ограду.

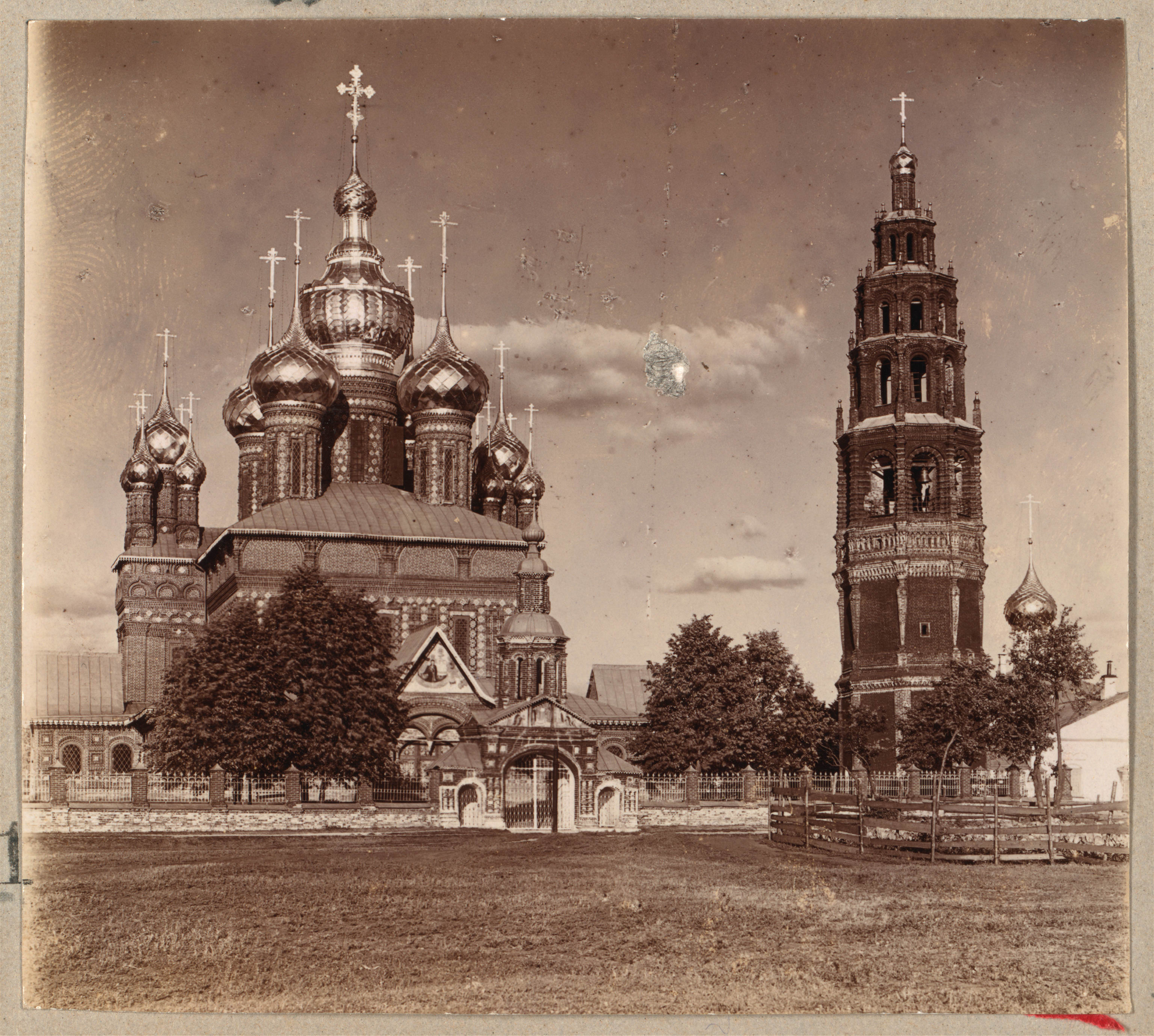
Вид с запада, начало XX века

В 1902 году был произведён капитальный ремонт Предтеченского храма. Благодаря поддержке министра финансов Сергея Витте из средств Государственного казначейства на эти цели были выделены 64 тысячи рублей. Протоиерей Фёдор Успенский описал ход реставрации: «Самая главная работа — исправление фундамента — сдана была двум лучшим подрядчикам каменных работ — Дудорову и Кузмину. Вынут был по частям из‑под всего храма весь прежний фундамент, состоящий из больших камней — булыжника, и заменен новым, снаружи кирпичным на цементе, а внутри бетонным. В 1904 году исправлены и вызолочены червонным золотом все пятнадцать глав на храме. Работы производил крестьянин И. А. Краснов. В 1904 году начата и в 1905 году окончена промывка и реставрация стенописи. Работы производил крестьянин слободы Мстеры Владимирской губ. М. И. Дикарев, и сверх сего он же чистил и реставрировал иконы всего иконостаса и во всем храме. В 1905 году чугунный пол заменен новым, плиточным из обожженной глины, и на всех трех входах в храм с улицы устроены гранитные площадки». В 1906 году реставрация завершилась, «храм восстановлен во всем древнем благолепии», и 24 августа заново освящён.
По сохранившимся сведениям, в Предтеченском Толчковском приходе в конце XVIII века было 519 человек, проживавших в 86 домах, в начале XX века — 468. В 1885 году на средства приходского попечительства при храме была открыта женская церковно-приходская школа, в 1890-х годах — народная читальня, приюты для девочек и для мальчиков, детские ясли и бесплатная столовая.

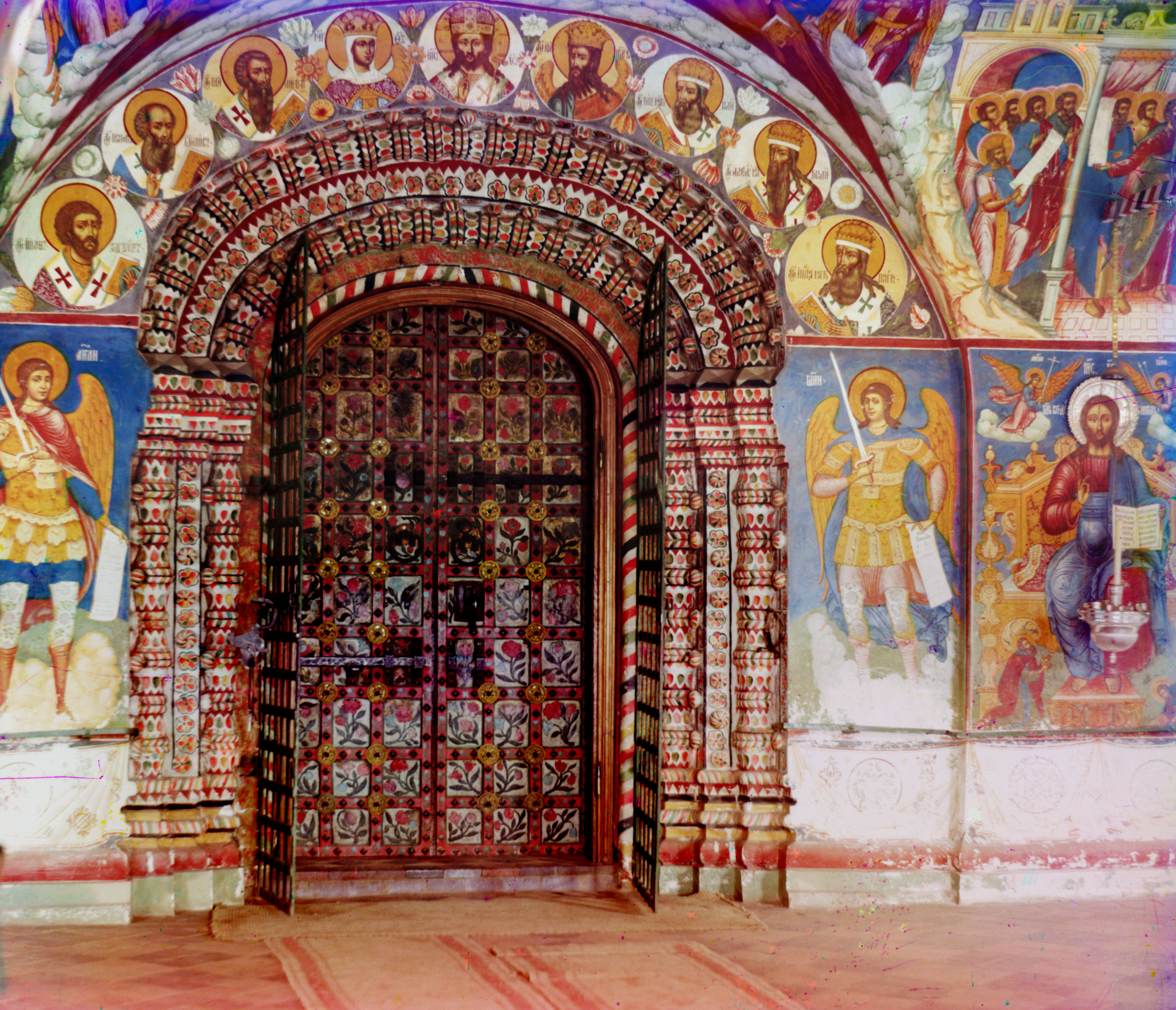
Вход в главный храм с западной галереи, 1911
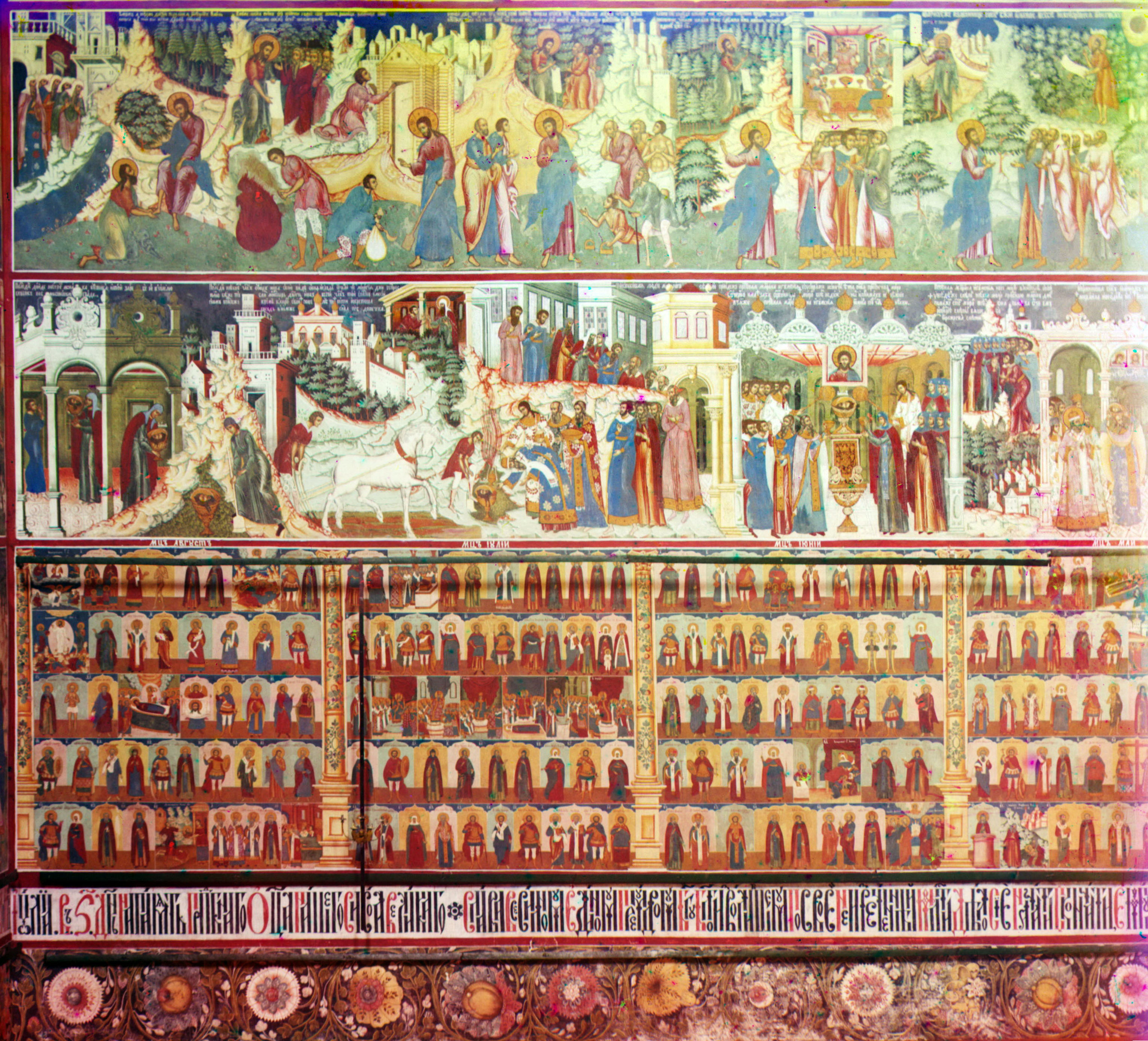
Роспись нижних ярусов северной стены, 1911
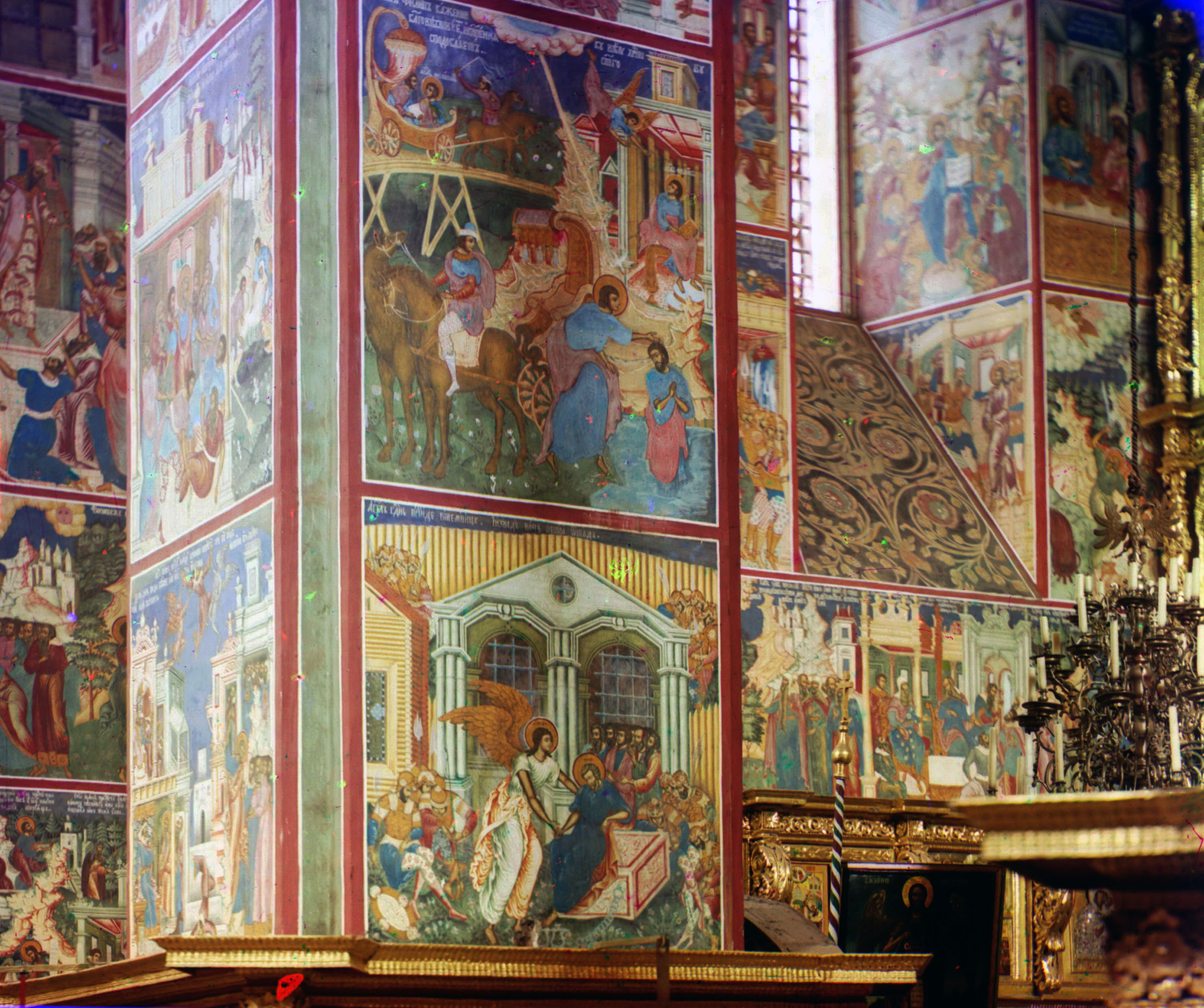
Роспись столпа, 1911
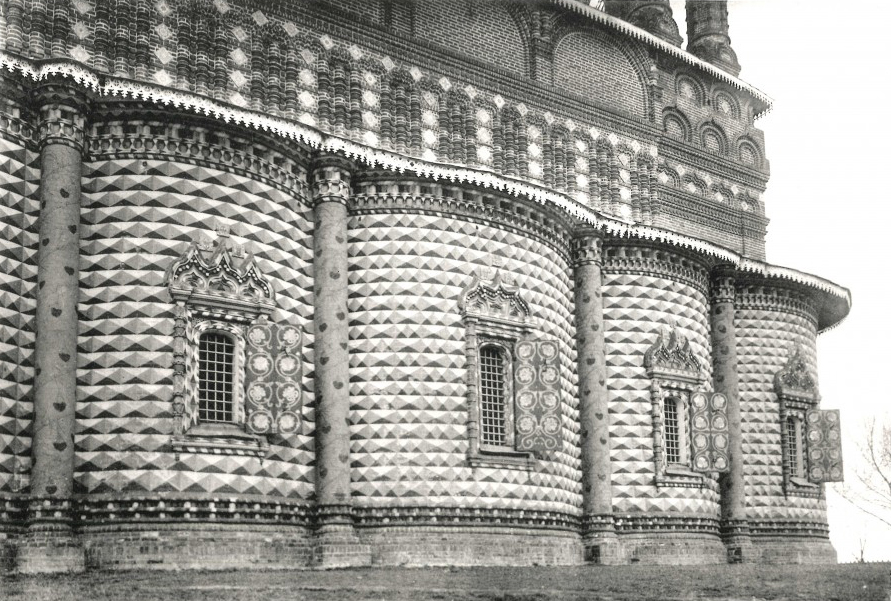
Алтарная сторона храма, начало XX века

### Советское время
В 1918 году советские власти изъяли все средства, имевшиеся у Претеченского прихода для содержания храма, школы, детских приютов и попечительства о бедных — более 30 000 рублей. В 1922 году в соответствии с принятым ВЦИК 16 февраля постановлением  было изъято в пользу государства почти всё ценное имущество церквей — золотая и серебряная утварь, ризы с икон; лишь небольшую его часть сумели сберечь сотрудники Губернского музея.
Несмотря на то, что община церкви была обложена большими налогами и сборами, прихожане продолжали заботиться о поддержании храмов — отремонтировали и покрасили крыши, заменили оконные ставни. Но изъятия продолжались — в 1929 году советские власти сняли и увезли в переплавку все колокола, а затем отняли у прихожан Вознесенскую церковь со всем имуществом и передали здание заводу «Победа рабочих» под столовую. На следующий год руководство завода самовольно захватило большую часть территории храмового комплекса, а в 1931 году добилось закрытия и Иоанно-Предтечевской церкви под тем предлогом, что «совершение в ней разных религиозных обрядностей деморализующе вредно влияет на некоторые отсталые рабочие массы, подведомственные заводу, и вообще не совместимо, чтобы рядом с ударным заводом бок о бок находилось бы помещение религиозного культа».

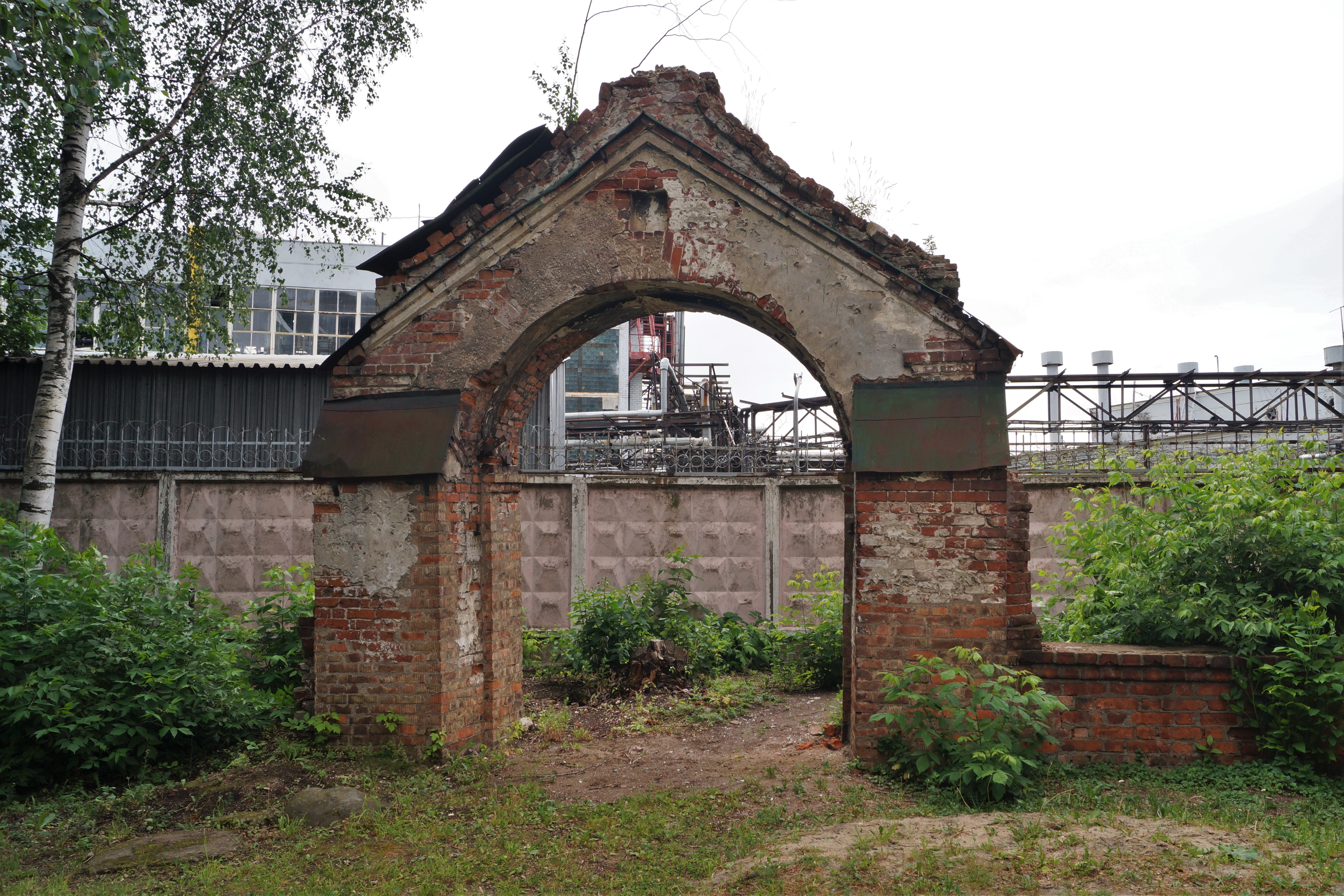
Южные врата

Поначалу храм передали в ведение Ярославского музея, но уже в 1936 году включили в территорию завода. В церкви устроили склад зерна, галерею использовали для хранения сыпучих красителей, кислоты, карбида, к стенам храма бросали бочкотару. В колокольне разместили кузницу. Варварское отношение к памятнику привело к тому, что он пришёл в плачевное состояние. В 1937 году горсовет обязал завод выгородить храм Иоанна Предтечи из заводской территории, «ввиду того, что памятник разрушается», но сделано это было только в 1951 году. К тому времени была утрачена значительная часть фресок, а оставшиеся находились в катастрофическом состоянии; из-за частичного разрушения крыши в храме были постоянные лужи, алтарь покрыт плесенью, иконы разбросаны и разрушались от птичьего помёта и сырости.

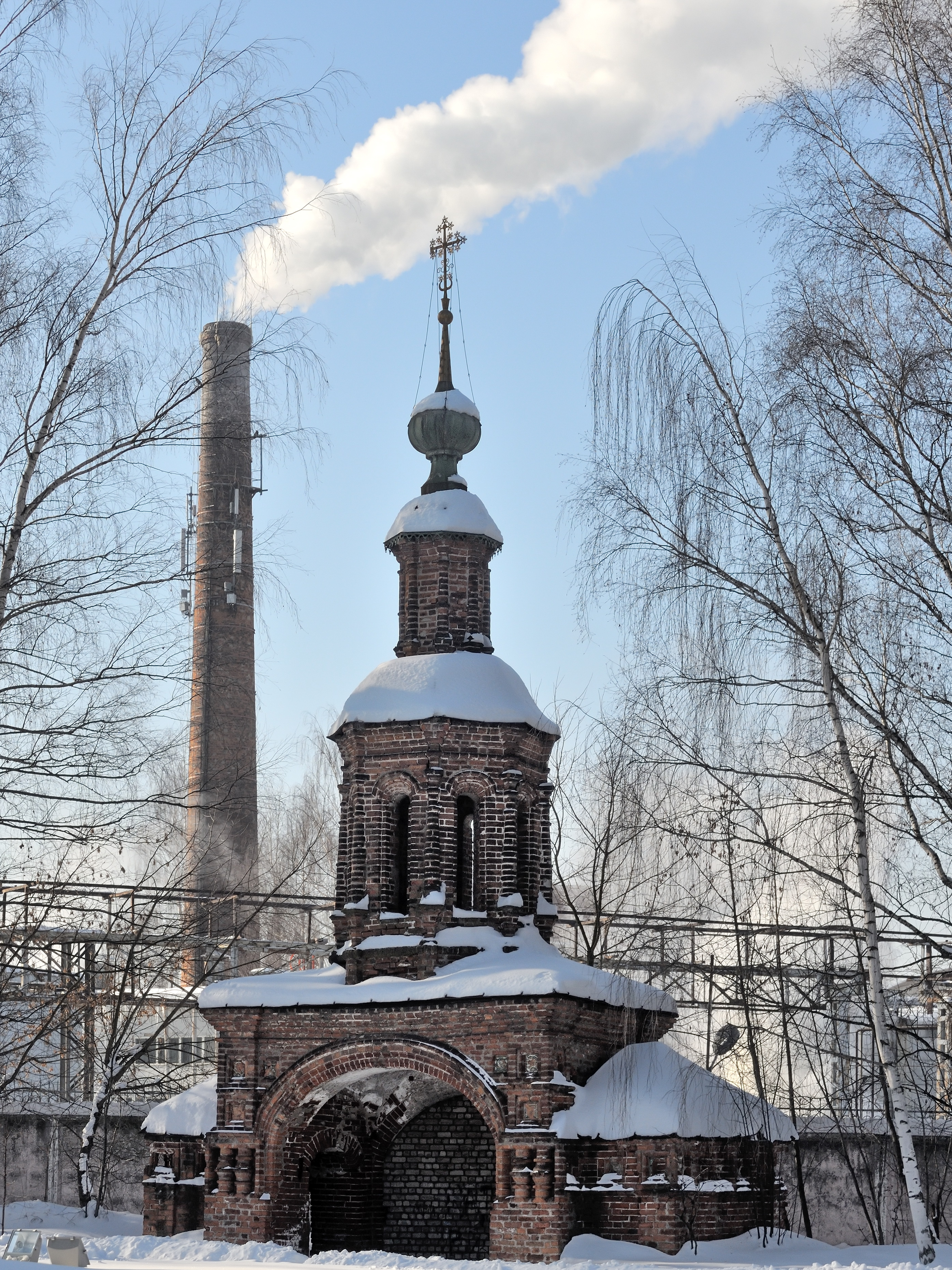
Западные Святые врата

В начале 1950‑х годов по решению руководства завода снесли Вознесенскую церковь. В 1958 году были проведены работы по выпрямлению колокольни — из‑за подмытия грунтовыми водами она стала быстро отклоняться, крен составлял более 1,5 м.
В 1959 году храм Иоанна Предтечи передали Ярославо-Ростовскому музею-заповеднику. Вскоре Ярославские реставрационные мастерские занялись реставрацией куполов — для доступа к ним разобрали кровлю, установили на сводах леса, оставив на несколько лет храм без покрытия, а ранней весной 1964 года положили крышу поверх сугробов на сводах. В результате талой водой были невозвратно уничтожены многие живописные композиции, в том числе и знаменитая «София Ярославская».
В 1960—1970-х годах рядом с храмом были построены новые цеха завода «Победа рабочих». Из-за соседства химического предприятия происходила деструкция кирпича, появление плесени на стенописях. В начале 1970-х годов сотрудники музея провели частичную реставрацию живописи в галерее, остановив её разрушение. Храм стоял без охраны; иконы, оставшиеся после краж, были помещены в хранилище музея-заповедника.

## Современное состояние

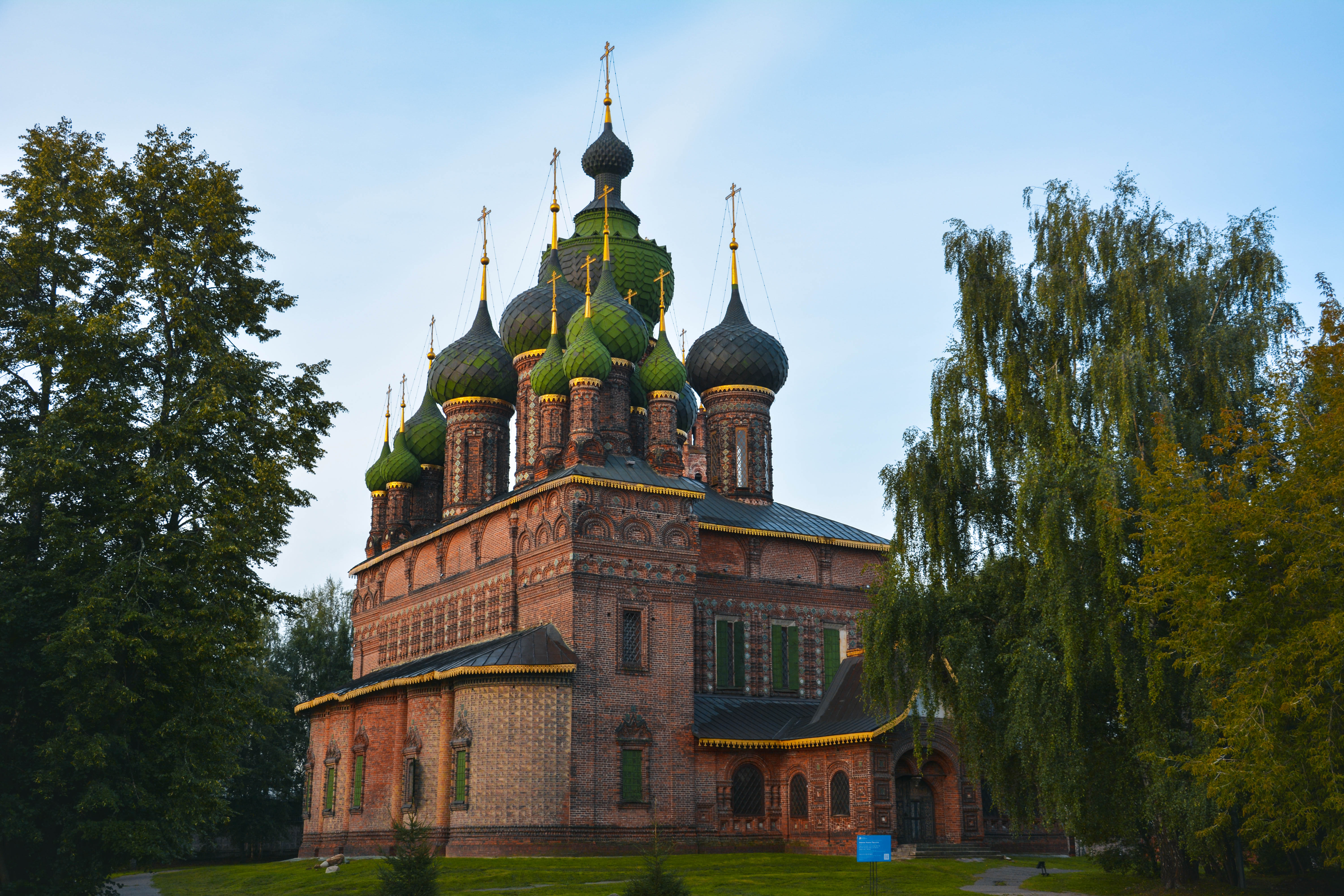
Храм в 2024 году

В настоящее время храм с трёх сторон окружён территорией завода «Русские краски» и хорошо просматривается только с Толбухинского моста.
Находится в составе Ярославского музея-заповедника и используется как объект музейного показа. Открыт для посещения с мая по октябрь, выходные — понедельник, вторник и дождливые дни. Изредка в церкви служат молебны.
В 1990—2000-х годах специалистами Ярославской художественной мастерской выполнены противоаварийные и консервационно-реставрационные работы по монументальной живописи.
В 2020 году губернатор Дмитрий Миронов заявил, что по его инициативе ведётся комплексная работа по сохранению ансамбля церкви Иоанна Предтечи: на первом этапе будет выполнена реставрация керамического изразцового декора фасадов церкви, восстановление ограды и благоустройство территории, в дальнейших планах — реставрация всех составляющих ансамбля: колокольни, Святых ворот, интерьера. Утраченные изразцы будут изготовлены в ярославских реставрационных мастерских по технологии, максимально приближенной к оригинальной. Однако работы так и не начались.

## Архитектура

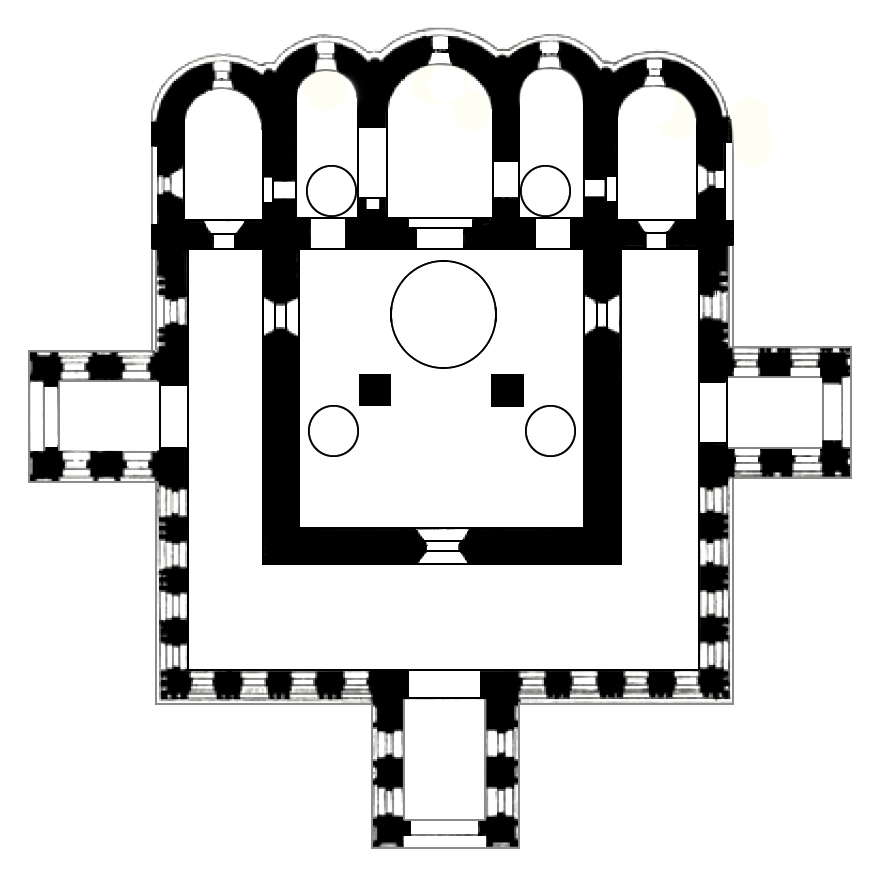
План храма

Планировка храма Иоанна Предтечи типична для ярославских церквей XVII века. Основной храм — кубического типа, на высоком подклете, замыкающийся тремя невысокими апсидами главного алтаря. Своды опираются на четыре квадратных столба: два — в середине церкви, два — за стеной алтаря, закрытой иконостасом. Четверик с трёх сторон окружён широкой крытой галереей, западное колено которой шире боковых, так как оно примыкает к главному входу. Такие галереи — чисто русский, в частности, северный, придаток к византийскому типу церкви, получивший начало от широких сеней, примыкающих к главным покоям дома. Галерея с обеих сторон завершена симметричными приделами башенной формы, равными по высоте главному храму. С крыльев галереи в каждый придельный храм ведут входы, обрамлённые нарядными арками, изогнувшимися над сложными колоннами из пёстрых балясин и фигурных бус.
Перед входами в храм у галерей устроены островерхие двускатные крыльца, главное из которых немного больше боковых. Кирпичные фасады украшены пучками приставных колонн и множеством декоративных элементов.
Основной храм увенчан пятью главами на вытянутых световых барабанах. Такие же пятиглавые венчания, только меньшего размера, сделаны над обоими приделами. Все главы — луковичные, кроме центральной, заменённой в 1794 году на необычную барочную главу в виде громадной чаши с зубчатыми краями, на которой покоится фигурная крышка с маковкой и прорезным крестом.
Шестиярусная колокольня в стиле московского барокко находится в некотором отдалении от храма. Её верхние ярусы разубраны невысокими шпилями, напоминающими праздничные свечи.
Искусствовед Нил Первухин так описывал архитектуру Предтечевской церкви: «Глаз поражён величием, но не подавлен громадой, пленён роскошью декоративного убранства, но не утомлён пестротою фигурных деталей. Ничего мёртвого, застывшего! Нигде взор не упрётся в неподвижную точку — центр архитектурной идеи, поняв которую, уже не хочешь смотреть долее».

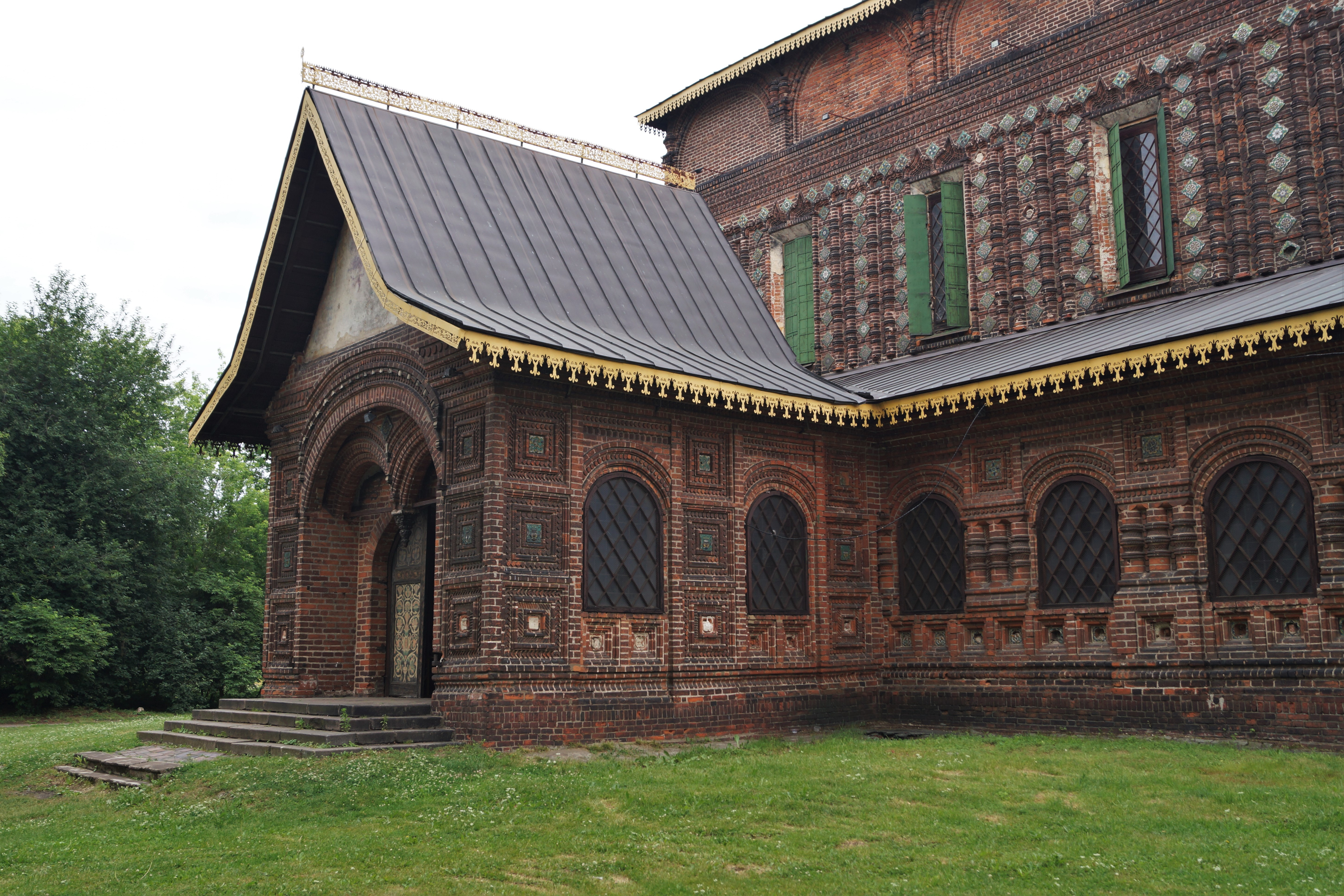
Западное крыльцо и часть галереи
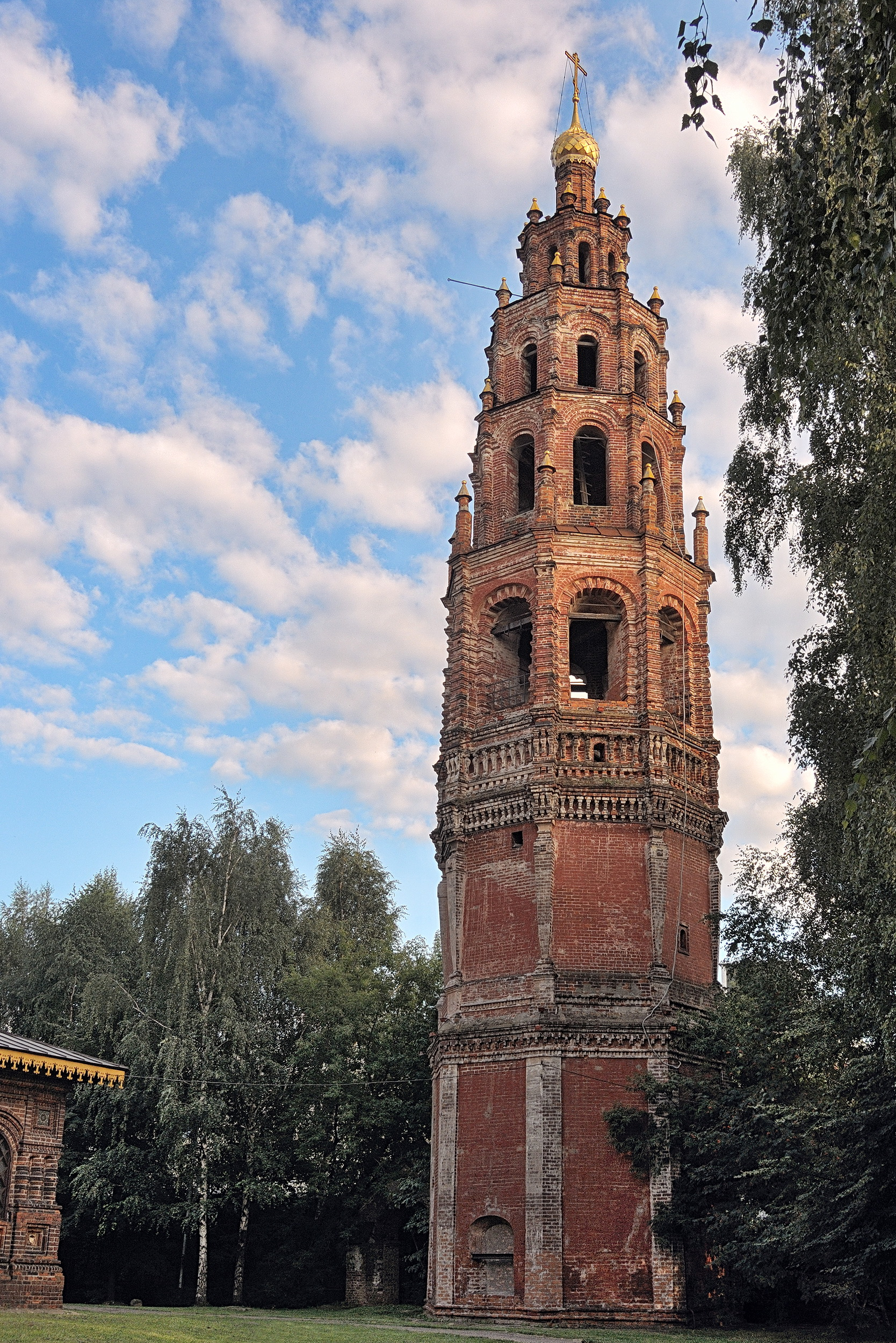
Колокольня
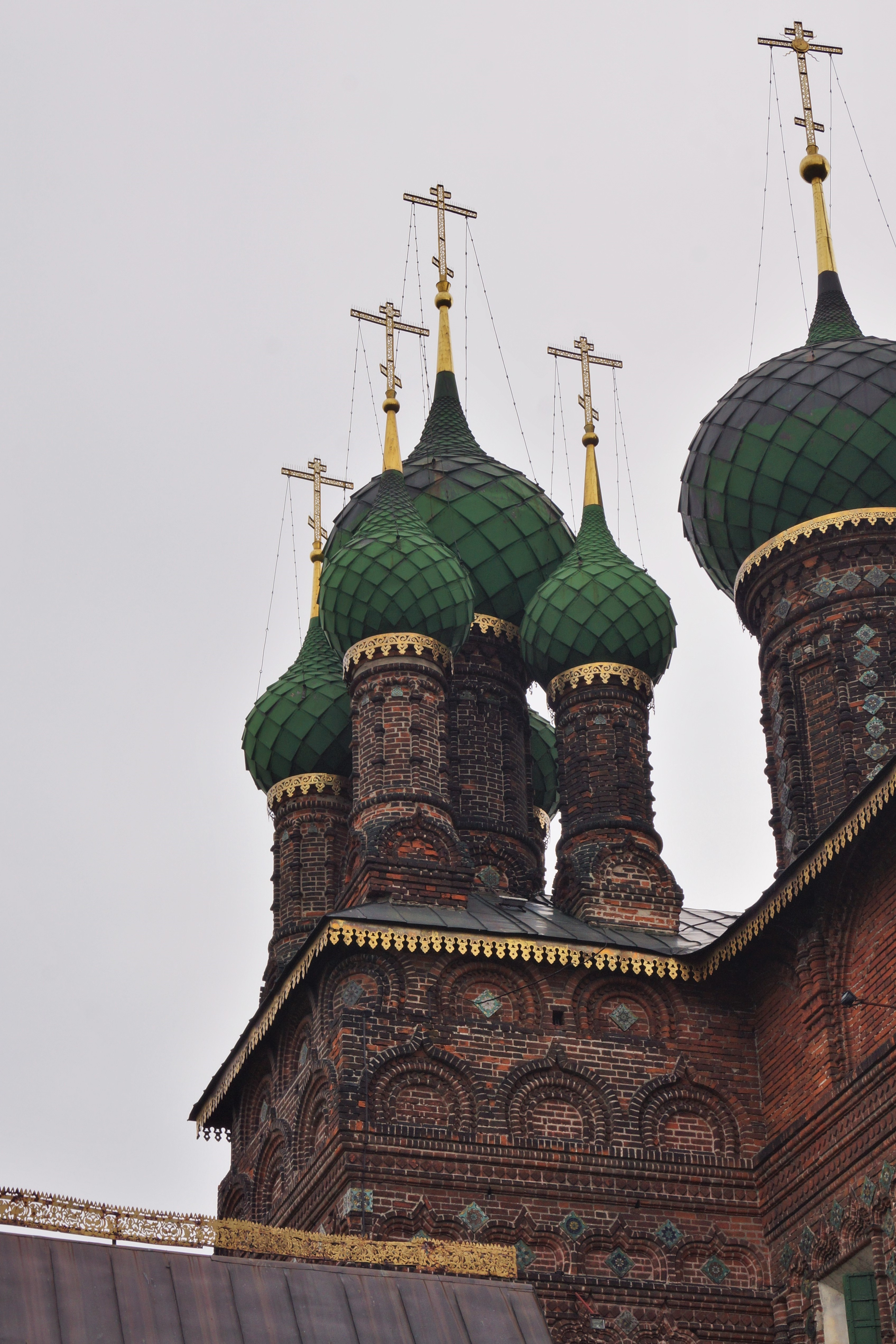
Купола придела казанских чудотворцев
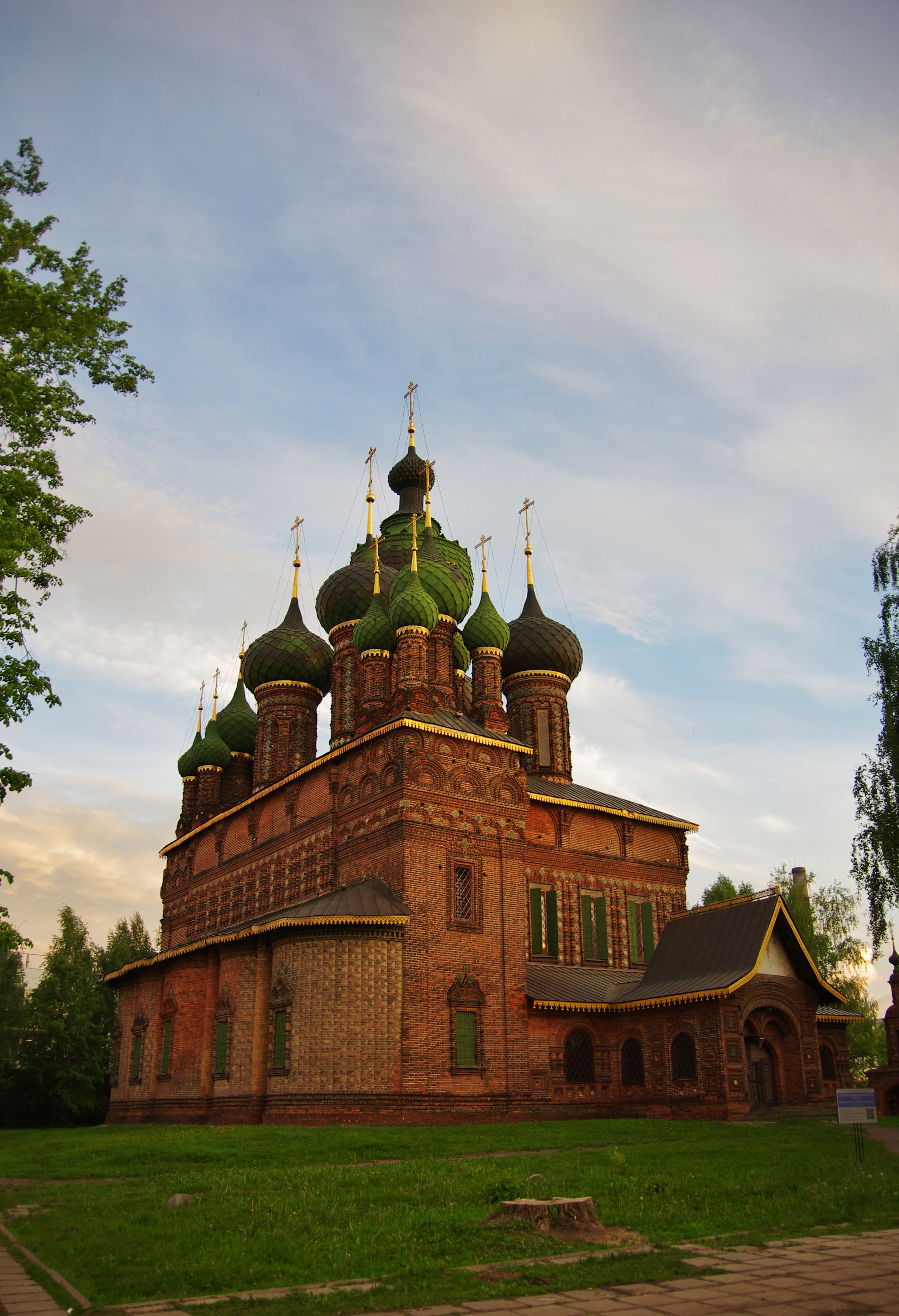
Вид с северо-востока
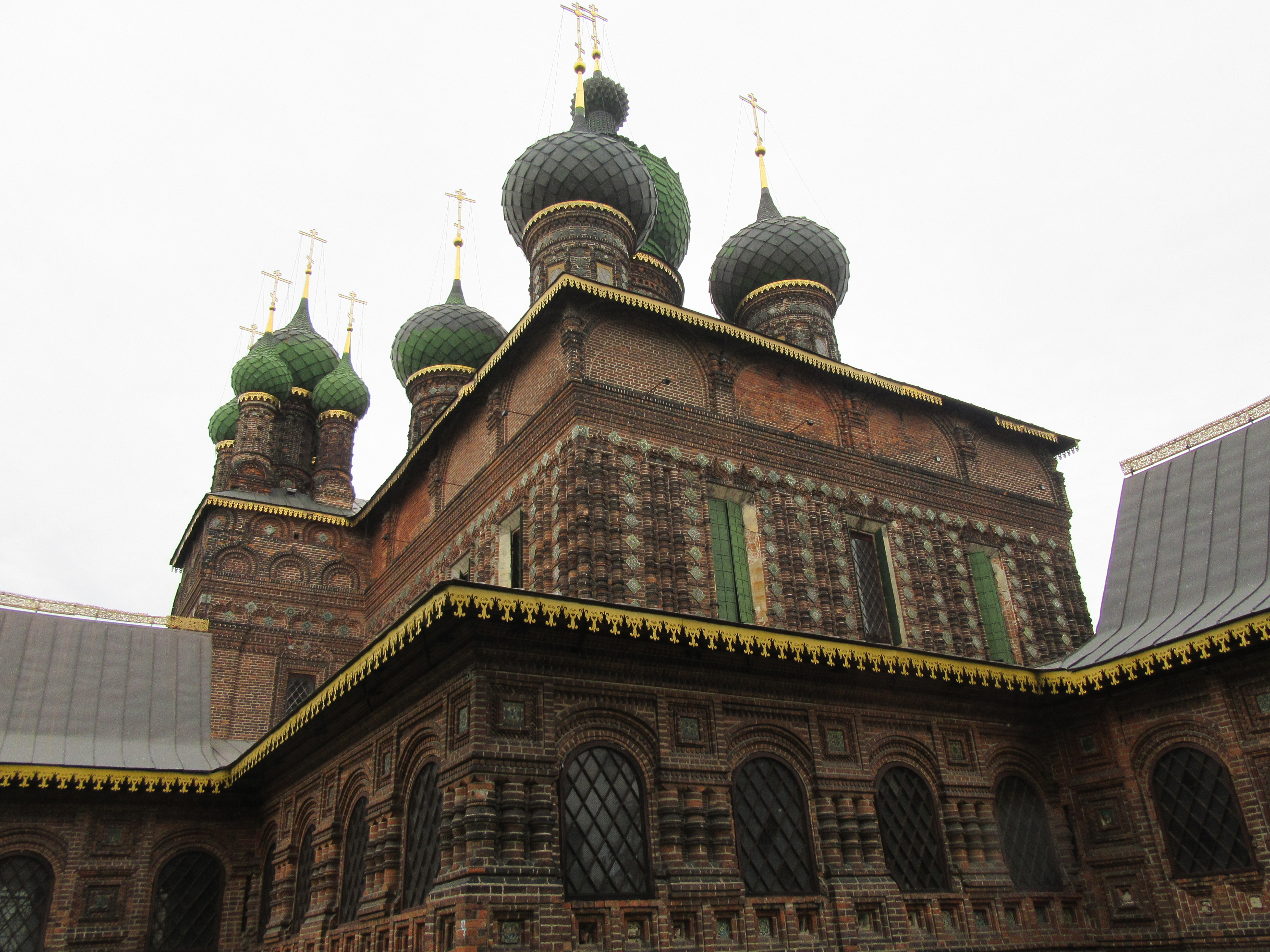
Вид с северо-запада

## Декор
Внешний вид храма поражает разнообразием декоративных форм. Здесь применены все основные приёмы декора русской архитектуры XVII века — фигурный формованный кирпич, покрывающий стены четверика, галерей и крылец; поливной многоцветный изразец; полихромная раскраска апсид, имитирующая бриллиантовый руст; позолоченные прорезные подзоры.
Разнообразие форм фигурного кирпича огромно — от скромных профилей до целых фигурных плит: это разнообразные бусины, розетки, валики, косички, колонки разных размеров и форм, дыньки, кокошники и т. д. Эта изощрённая каменная краснокирпичная «резьба» прекрасно сочетается с цветными изразцами.

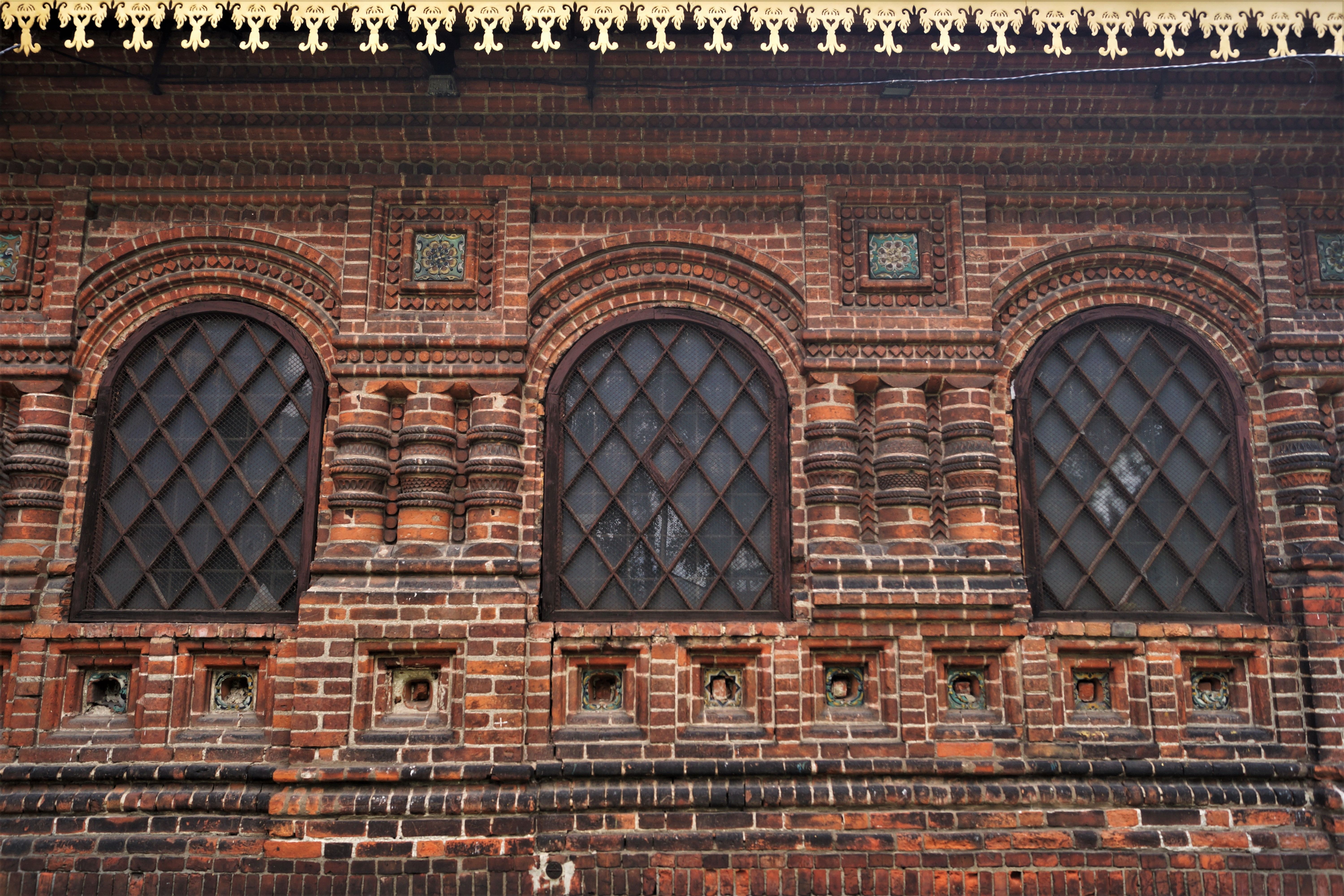
Декор западной галереи
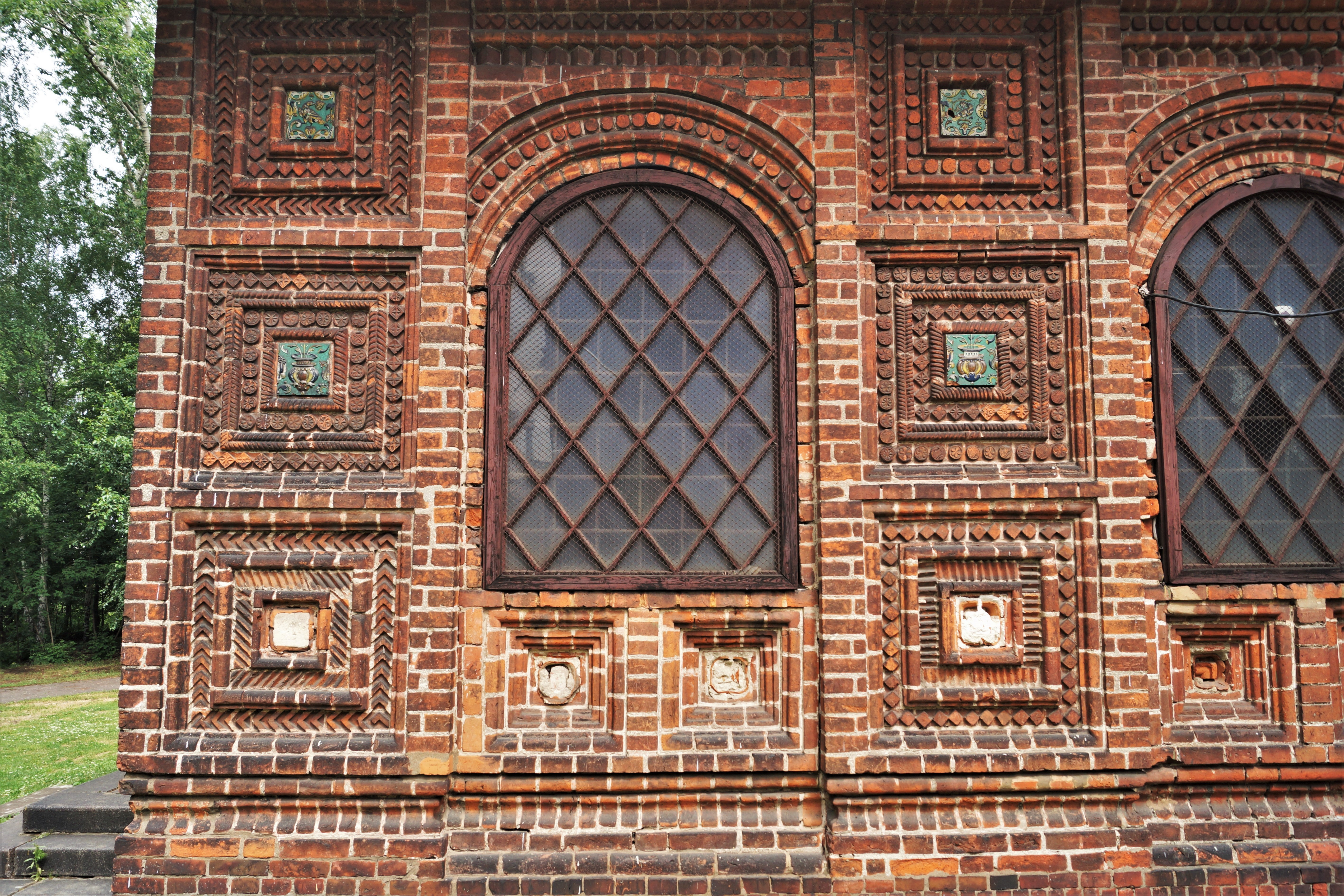
Декор западного крыльца
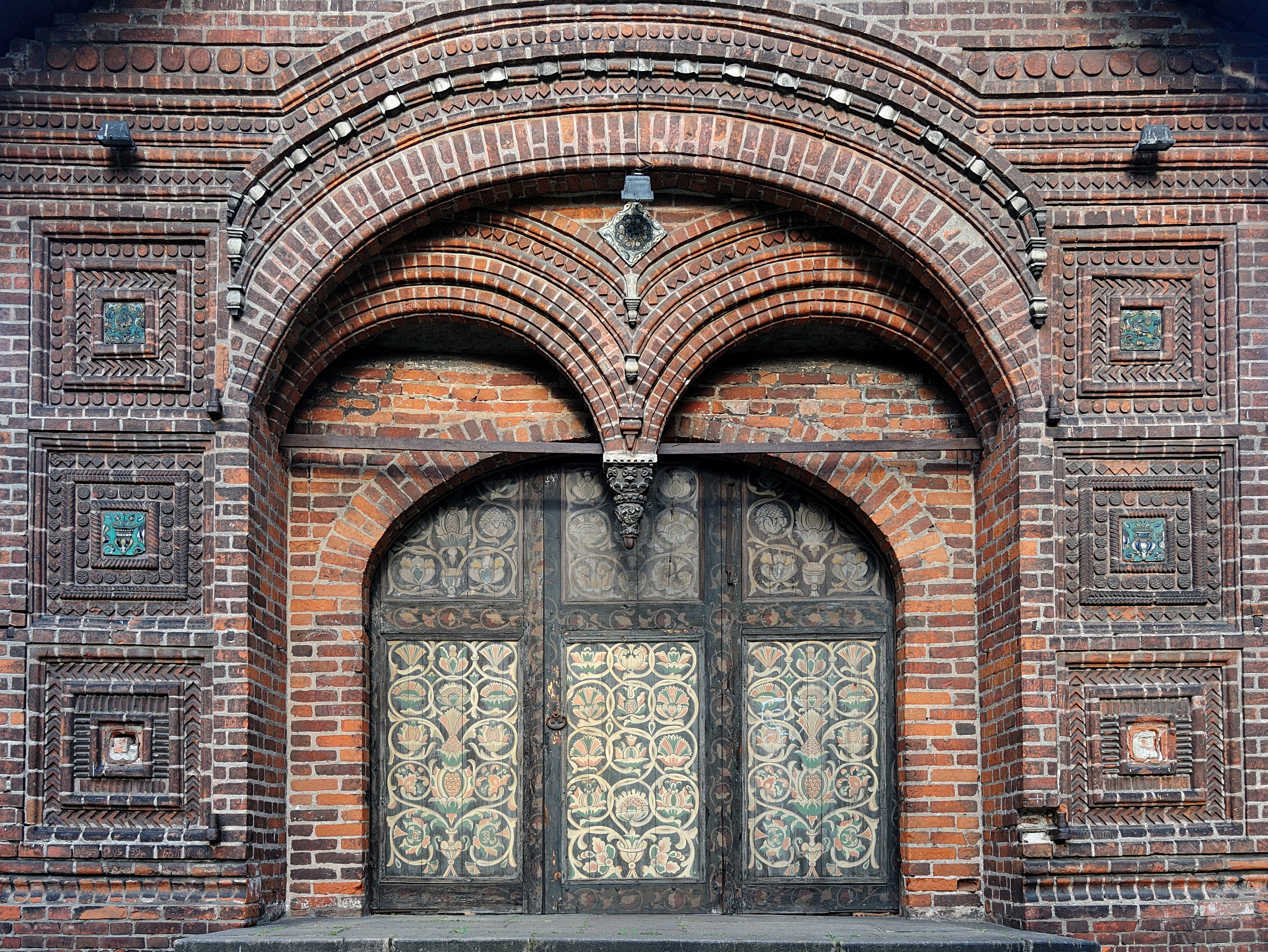
Декор западного крыльца
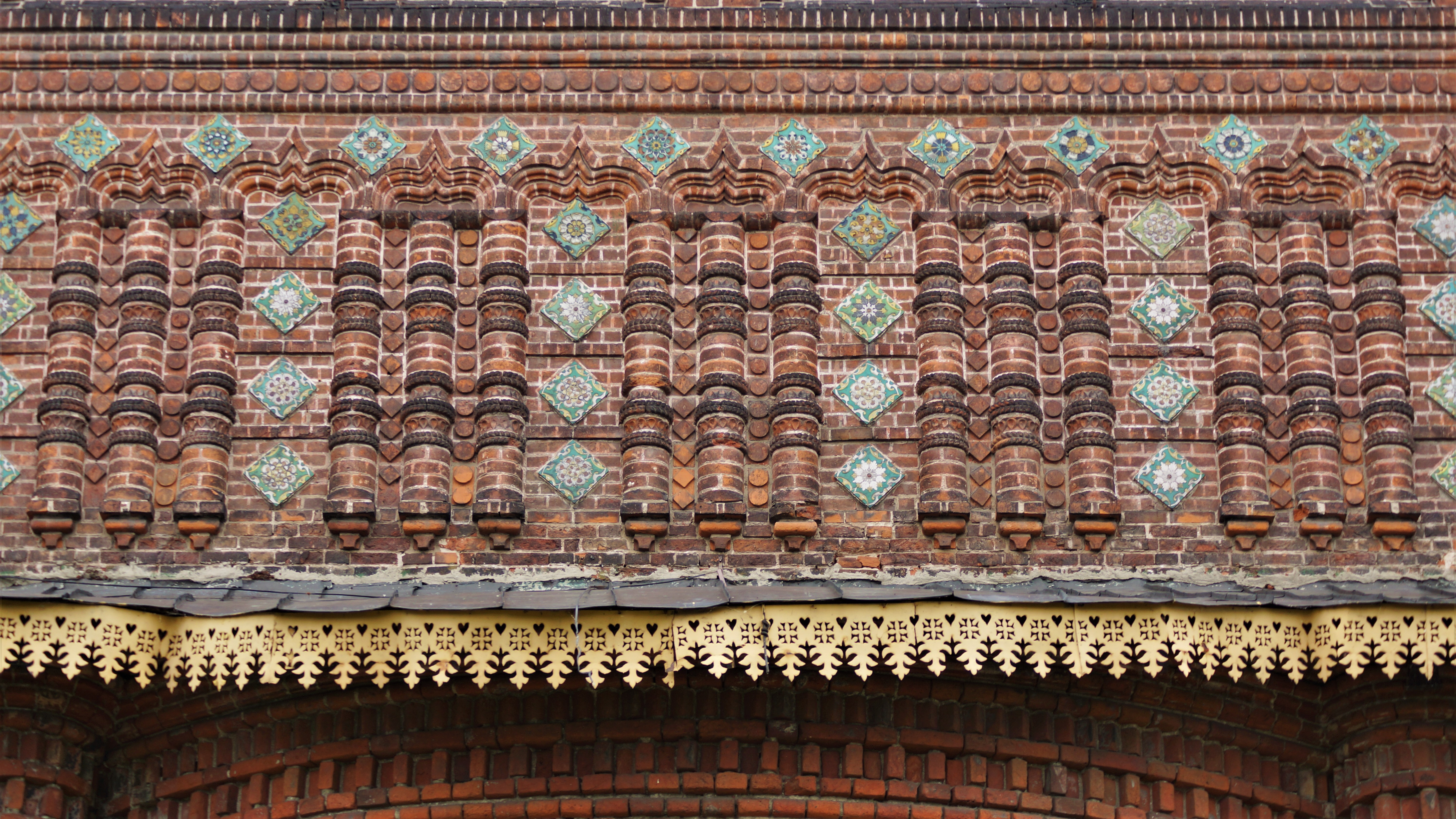
Декор восточного фасада
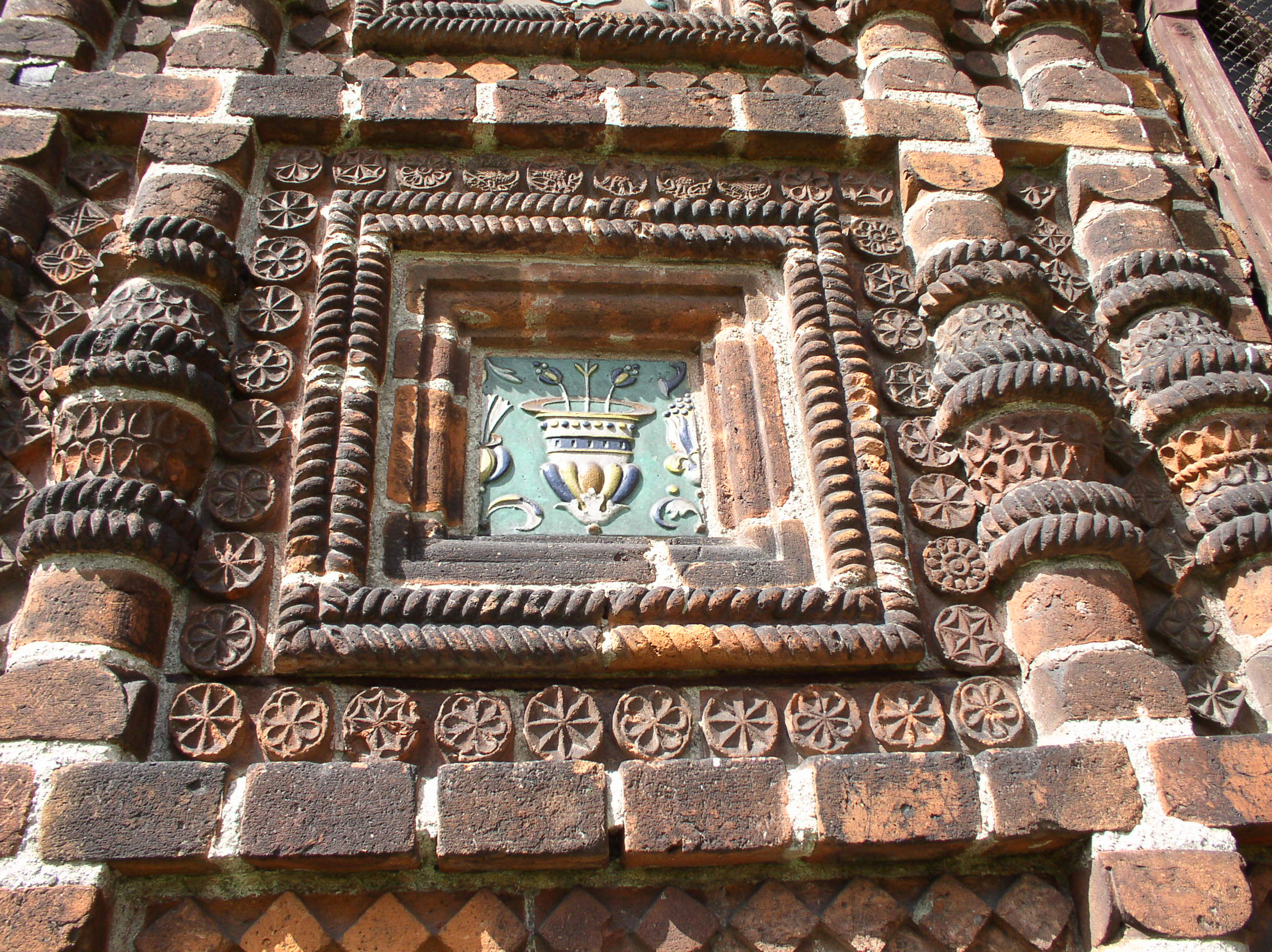
Декор южного крыльца
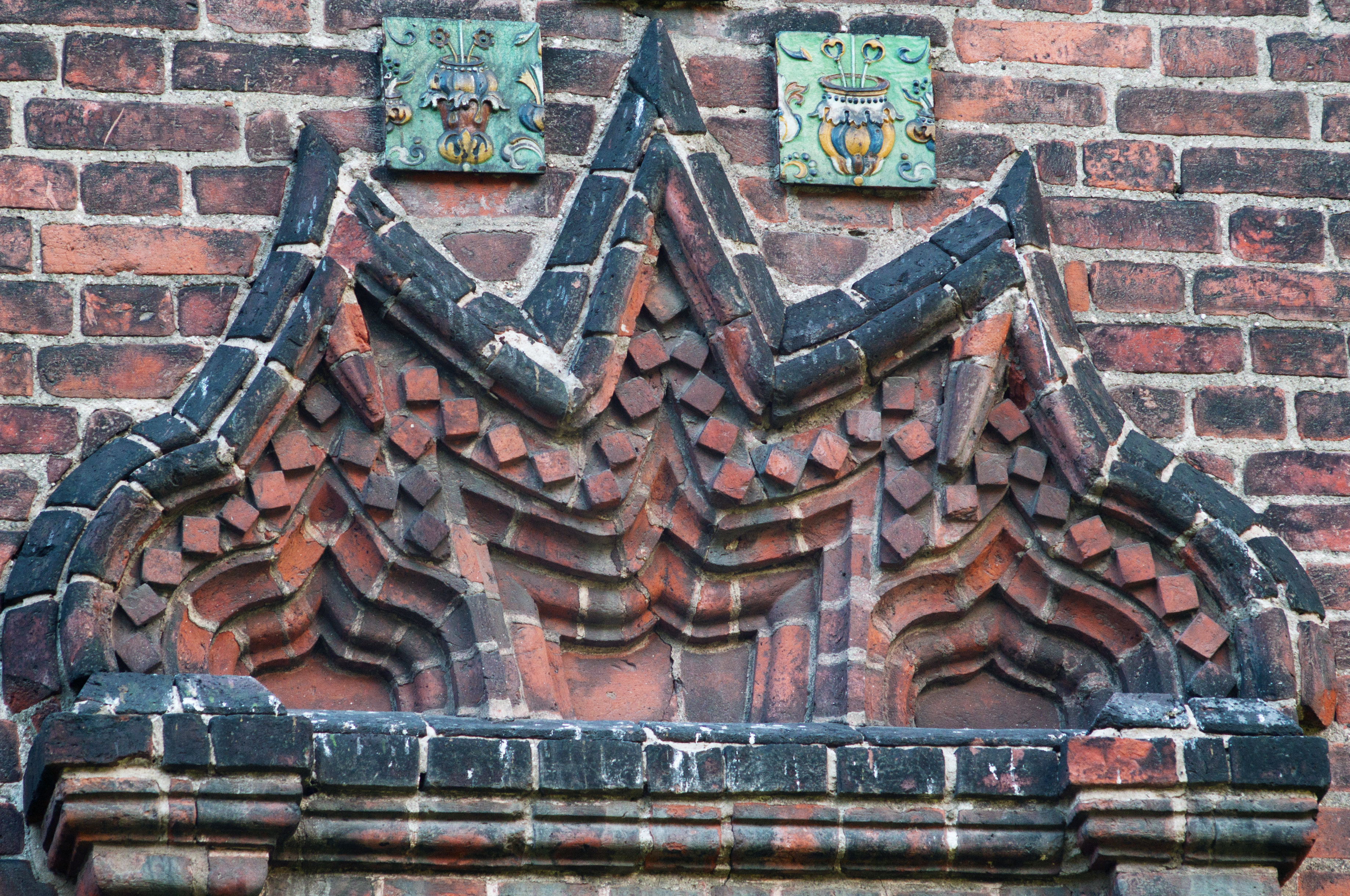
Декор окна
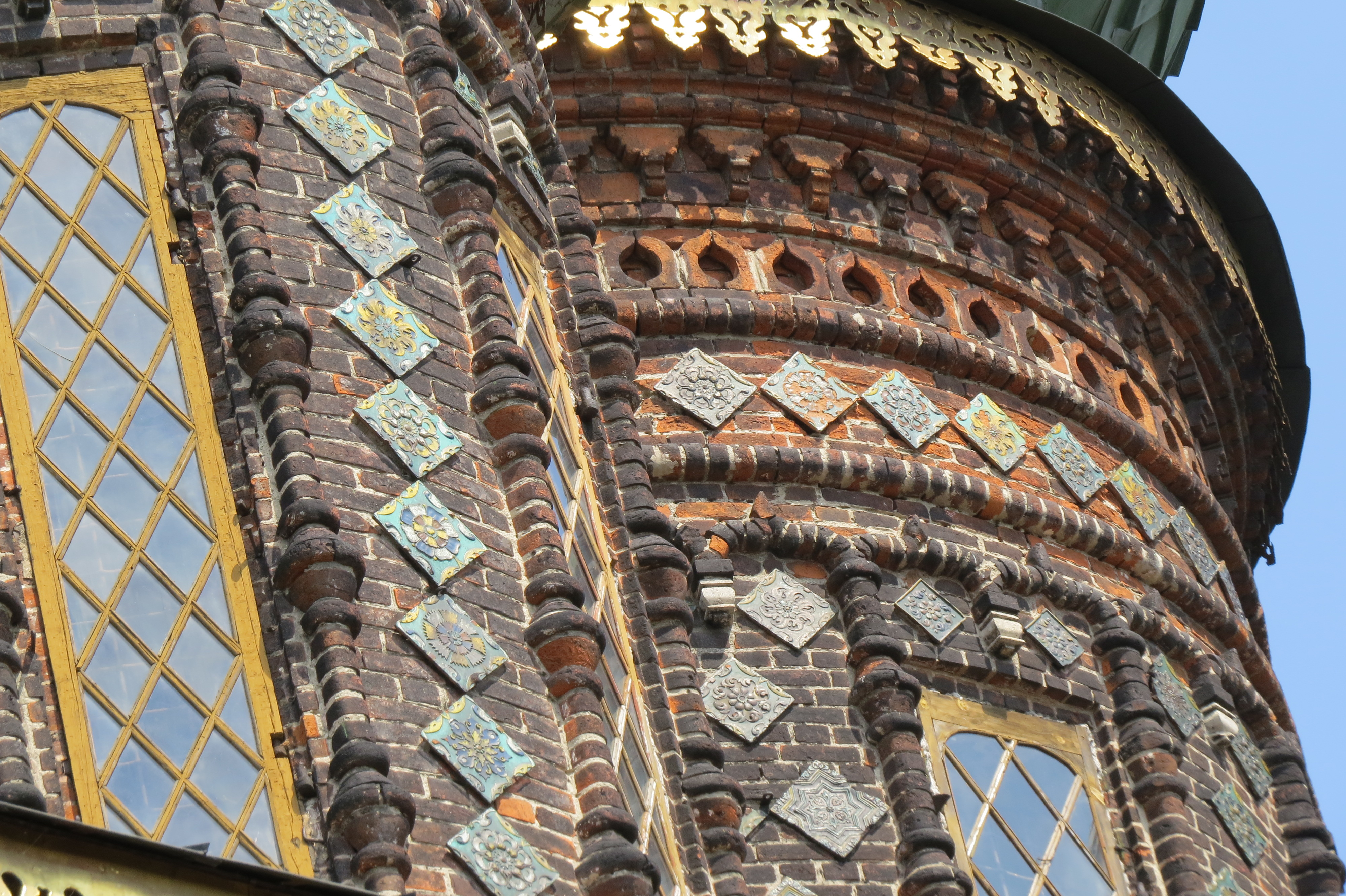
Декор барабанов

## Внутреннее убранство
Монументальная живопись храма Иоанна Предтечи представляет собой выдающийся памятник русского искусства XVII века. Внутренность церкви и паперти сплошь покрыта росписями, не имеющими себе равных в мировом искусстве по количеству изображаемых сюжетов (более полутора тысяч).
Стены центрального храма разбиты на 8 ярусов (западная стена — на 9), при этом совершенно уникален по содержанию нижний ярус северной и южной стен, где изображены Минеи — все святые православной церкви. Росписи центрального храма посвящены евангельским событиям, а также иллюстрируют житие Иоанна Предтечи, «Песню Песней», на столпах размещаются Деяния Апостолов. Росписи галереи — это сцены из Ветхого Завета от сотворения мира до падения Иерихона, на западном крыльце размещаются подробные иллюстрации Апокалипсиса. Вдоль стен галерей расположены фигурные расписные каменные скамьи. Западный, северный и южный входы в главный храм оформлены удивительной красоты порталами с богатым декором из расписного лекального кирпича.

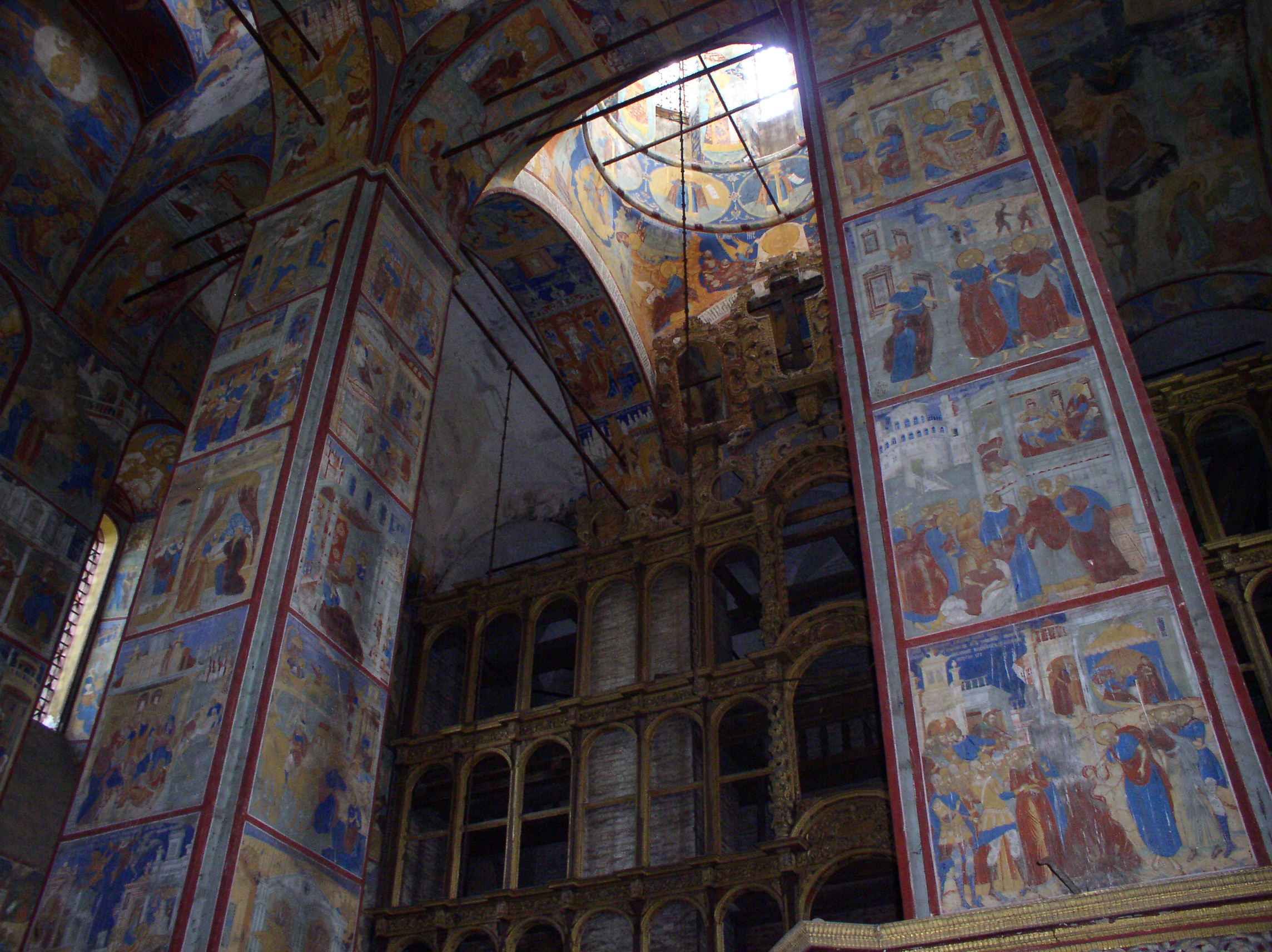
Столбы и иконостас
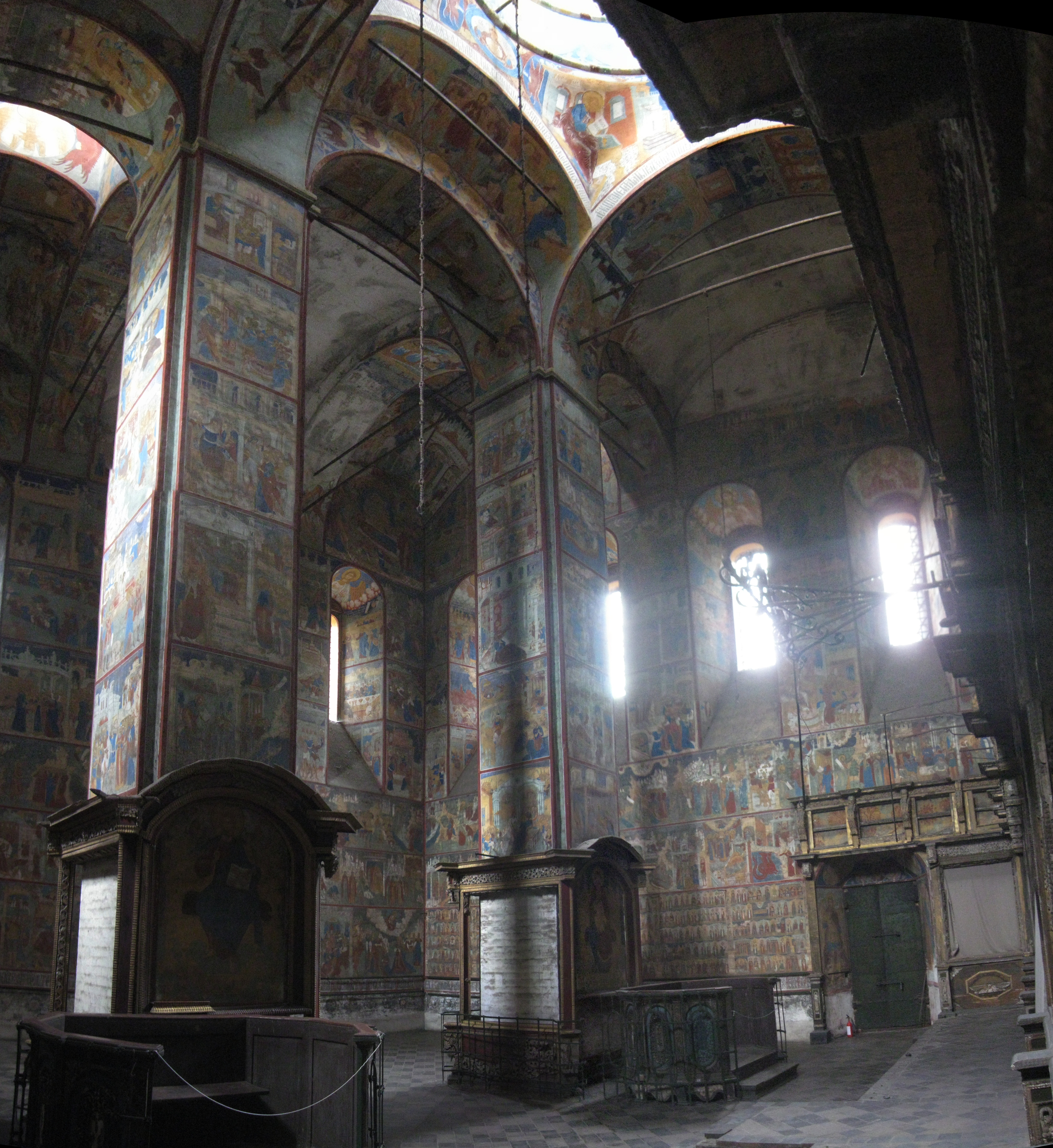
Главный храм
Главный храм
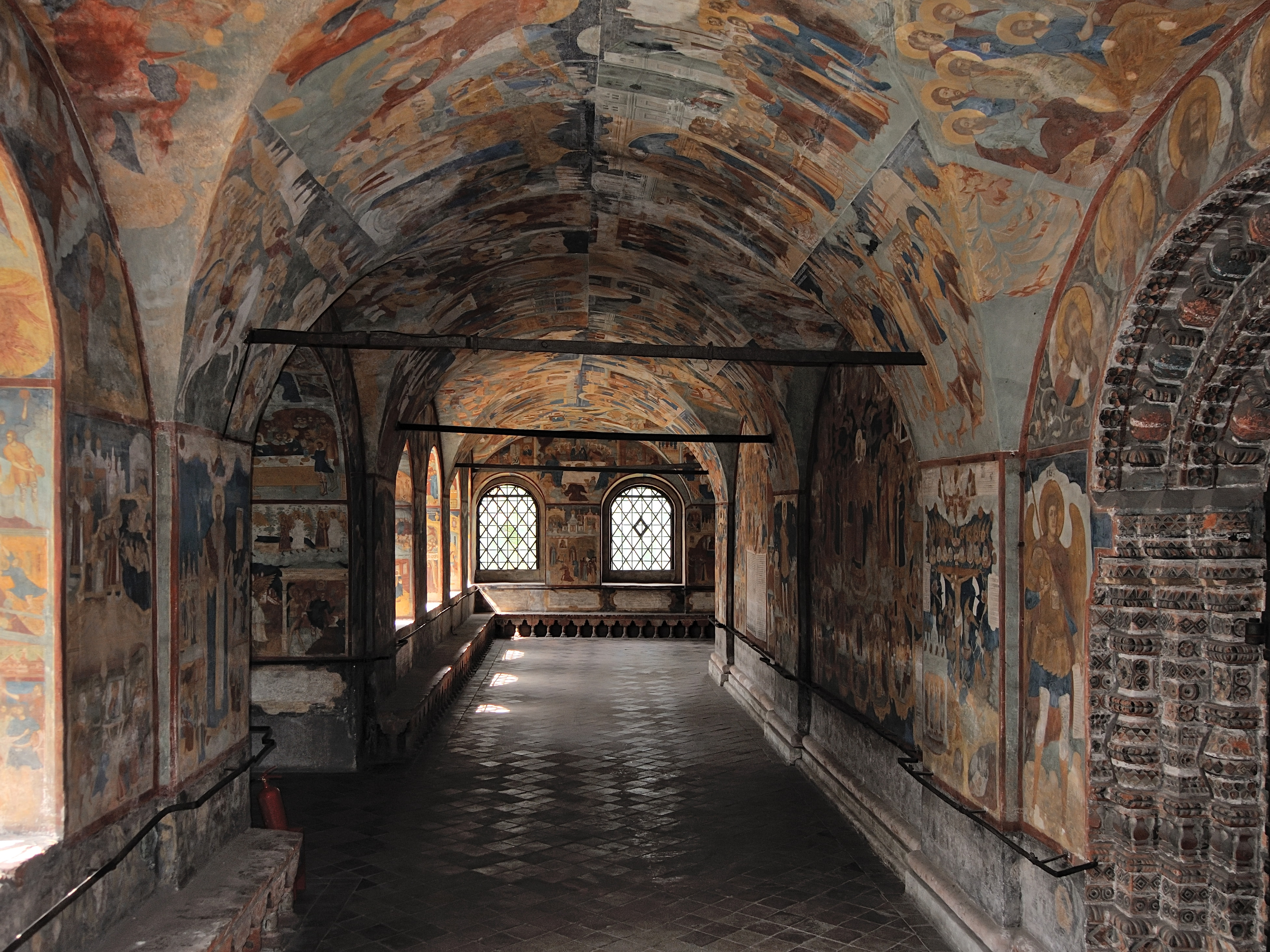
Западная галерея
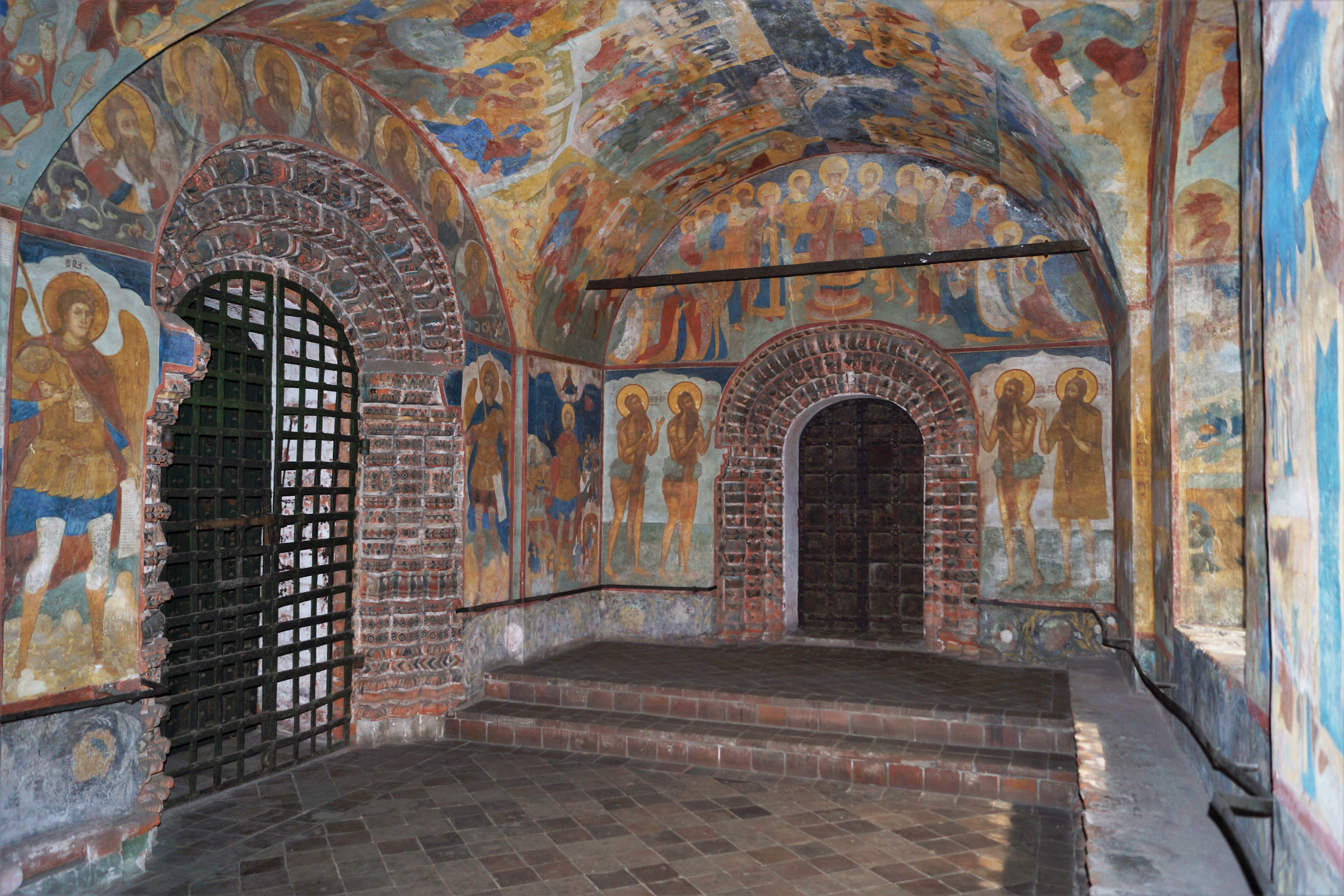
Южная галерея и вход в придел Гурия и Варсонофия

## Прочие сведения
Храм изображён на оборотной стороне банкноты номиналом 1000 рублей Банка России образца 1997—2010 годов.

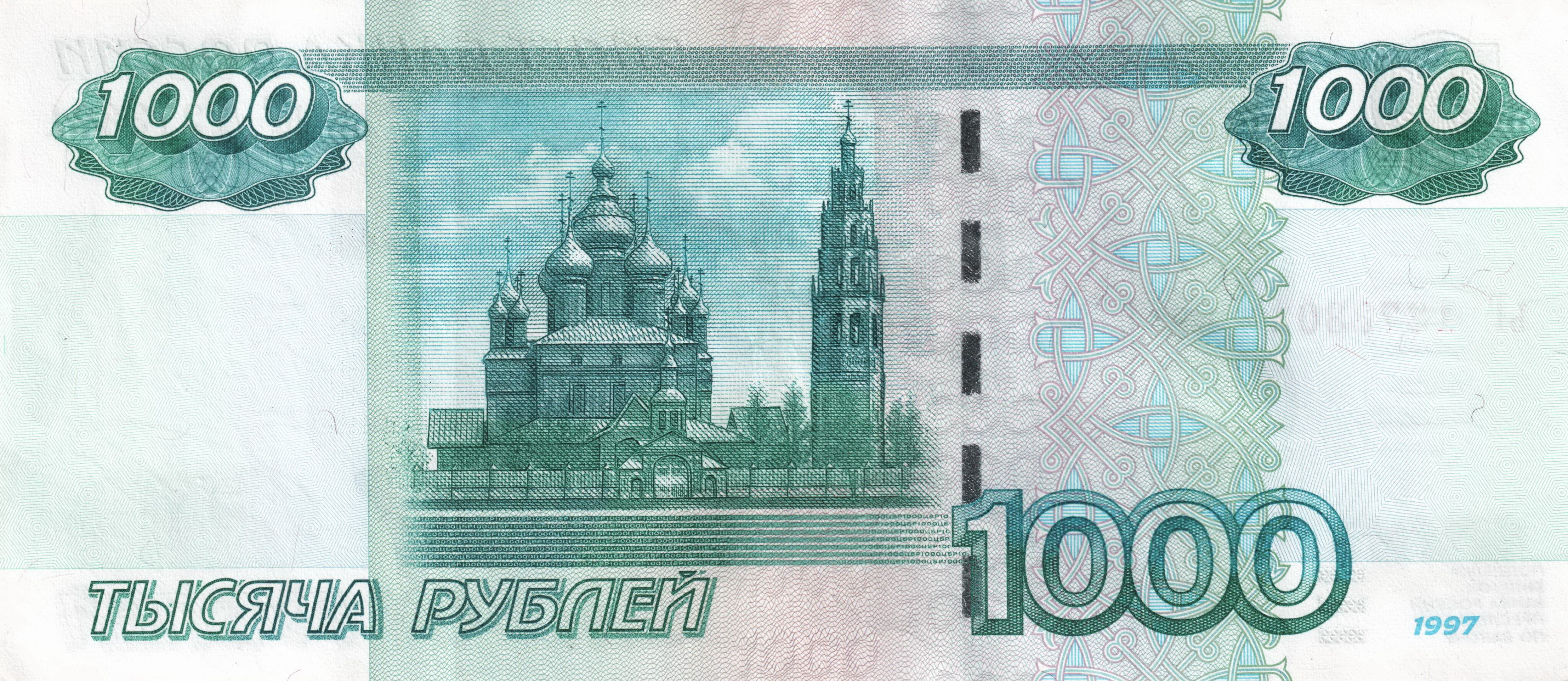
Банкнота Банка России достоинством 1000 рублей образца 1997 года модификации 2004 года, оборотная сторона
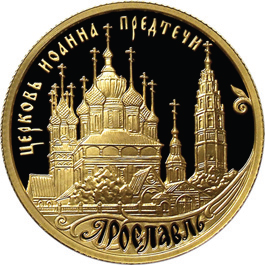
Монета Банка России «Ярославль» (к 1000-летию со дня основания города), 50 рублей, реверс, 2010